# Giovanni Lanfranco
Giovanni Gaspare Lanfranco (Parma, 26 gennaio 1582 – Roma, 30 novembre 1647) è stato un pittore italiano.

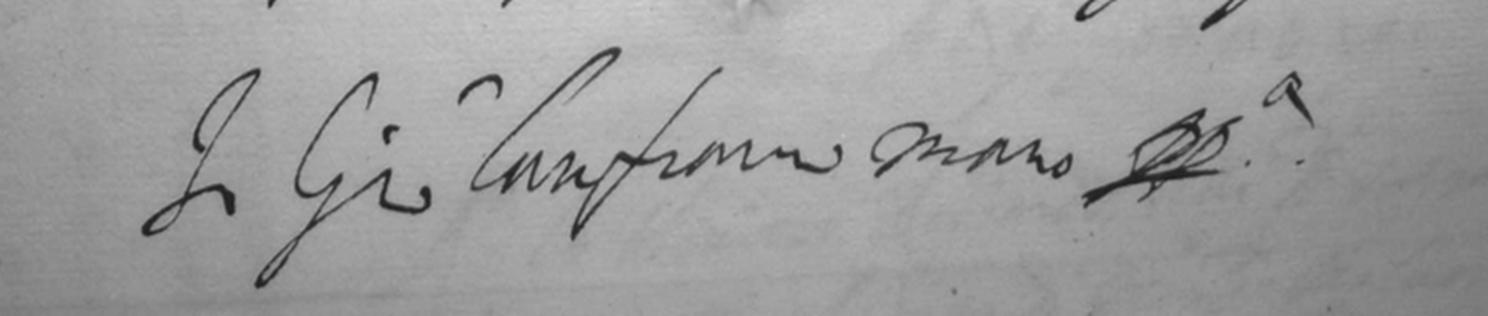
firma del pittore

Assieme ai Carracci, Guido Reni, Francesco Albani, Domenichino e al Guercino rappresenta uno dei maggiori pittori barocchi di estrazione emiliana, improntato principalmente nell'esecuzione di pale d'altare anziché di opere da destinazione privata.
Fu particolarmente attivo a Roma e Napoli, dove realizzò grandi cicli di affreschi, sua peculiarità tecnica, nelle cupole o nelle volte delle chiese e palazzi cittadini che rappresentano alcune delle più innovative soluzioni della pittura del Seicento.

## Biografia

### La formazione in Emilia
Giovanni Lanfranco nasce a Parma nella chiesa di Santa Caterina da Stefano e Cornelia; fu invece battezzato nel battistero del duomo della stessa città.
La sua carriera inizia come paggio al servizio del conte Orazio Scotti a Piacenza, il quale scoprì il suo talento e lo mandò da Agostino Carracci, allora al servizio del duca Ranuccio Farnese, dove il giovane Lanfranco rimase dalla metà del 1599 fino all'improvvisa morte di Agostino, avvenuta nel 1602.
Alla morte di Agostino, il 23 febbraio 1602, il ventenne Giovanni si reca a Roma alla scuola di Annibale Carracci, dove vi rimarrà fino al 1605 circa. Secondo Giulio Mancini fu Ranuccio I Farnese ad organizzare il trasferimento del Lanfranco e di Sisto Badalocchio.

### Il trasferimento a Roma (1602-1634)

#### Nella bottega di Annibale Carracci

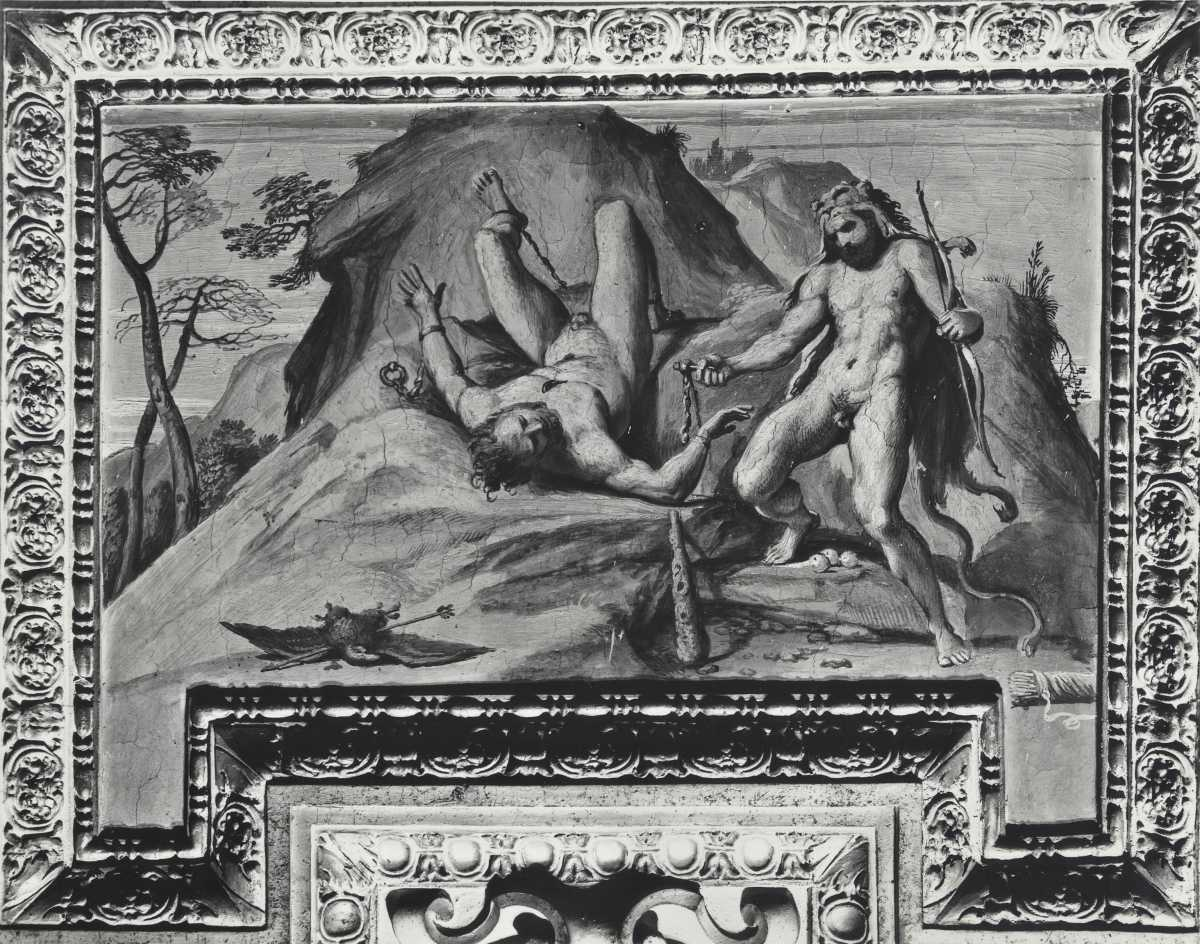
L'Ercole che libera Prometeo fu uno dei cicli della Galleria Farnese di Annibale Carracci su cui è assegnabile l'intervento del Lanfranco

Il soggiorno romano è molto intenso: sotto la direzione di Annibale Carracci e con altri allievi della bottega, tra cui il Domenichino, Francesco Albani e Sisto Badalocchio, partecipa alla decorazione della cappella Herrera in San Giacomo degli Spagnoli e al grande cantiere della Galleria Farnese. Per quest'ultimo ambiente realizzò in maniera più o meno autonoma almeno tre scene rettangolari disposte lungo le pareti lunghe, ossia Ercole che libera Prometeo, Airone con la lira sul delfino e Dedalo e Icaro. Al 1604-1605 risulta invece marginale il suo contributo nelle lunette Aldobrandini, anch'esse commissionate ad Annibale, forse individuabile solo in alcuni brani del Paesaggio con l'Adorazione dei Magi, mentre fu certamente più consistente quello del Badalocchio e dell'Albani.
Nel 1607, insieme a Sisto Badalocchio pubblica un volume di incisioni delle logge di Raffaello, dedicato al comune maestro.

#### Le prime commesse Borghese al seguito di Guido Reni
Nel 1608 il pittore riceve 57 scudi dal cardinale Scipione Borghese per realizzare la copia della Deposizione Baglioni di Raffaello, arrivata da Perugia poco prima per volere dello stesso prelato. Sempre a Roma nel 1608 è impegnato sotto la supervisione di Guido Reni nella controfacciata dell'oratorio di Sant'Andrea in San Gregorio al Celio, per quella di San Sebastiano, dove realizza un affresco con i santi Pietro e Paolo oltre a un angelo, il tutto ancora dietro le volontà del cardinal Borghese.
Nel 1610, poco dopo la morte di Annibale (avvenuta il 15 luglio 1609), Giovanni è ancora al fianco di Guido Reni e assieme a Francesco Albani e Antonio Carracci nel cantiere del palazzo del Quirinale, su committenza anche questa volta di Scipione Borghese, per il quale realizzò due lunette per la cappella privata, una con la Presentazione della Vergine al tempio e l'altra con i Corpi dei santi Pietro e Paolo.

#### La parentesi emiliana (1610-1612)

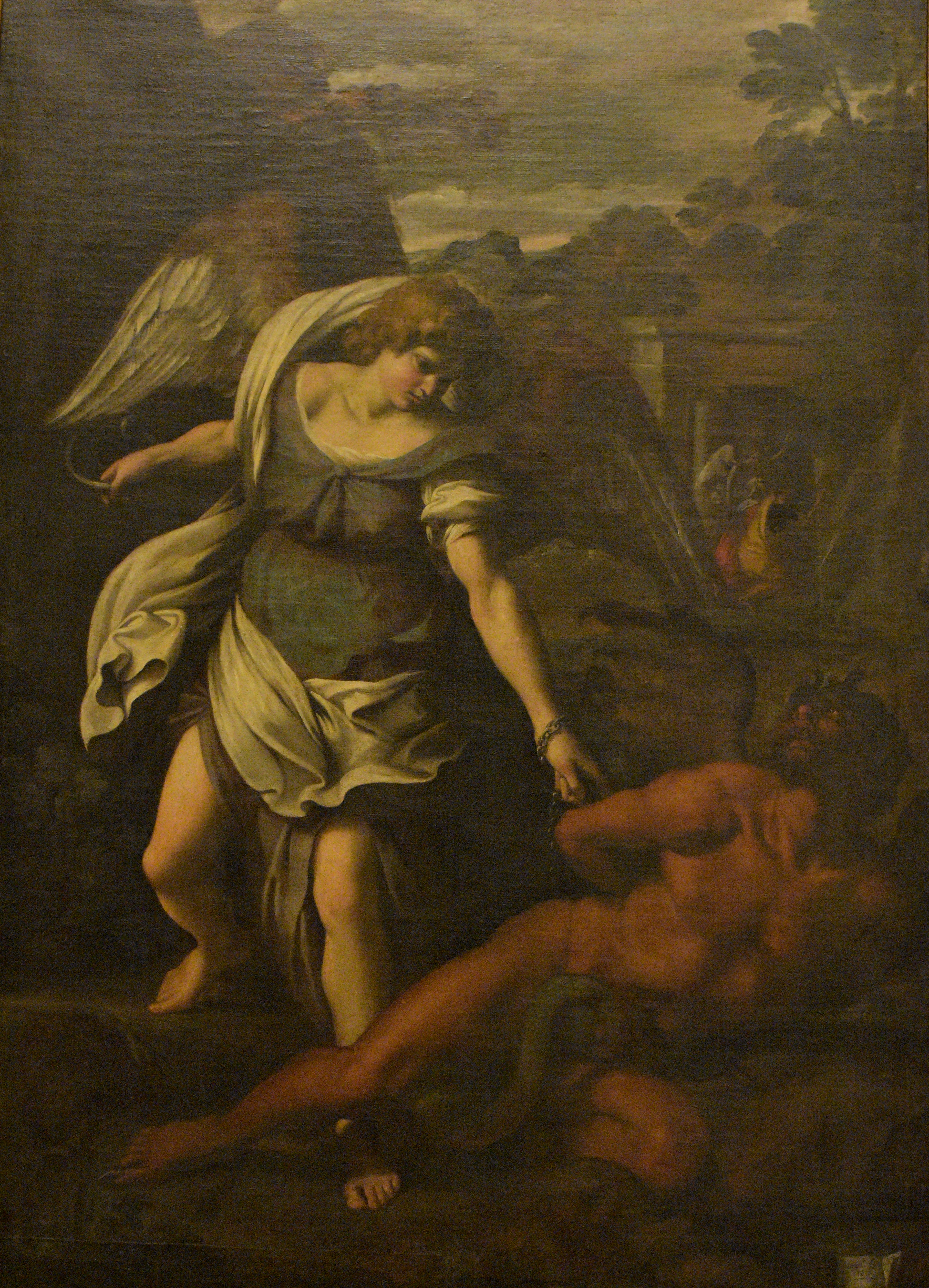
Arcangelo Raffaele trionfa sul demonio, 1611 (già nella chiesa dei Santi Navarro e Celso di Piacenza, oggi al Museo di Capodimonte, Napoli)

Immediatamente dopo la scomparsa del maestro, così come fece il Badalocchio, il Lanfranco ritorna in Emilia, dal suo antico protettore Orazio Scotti, il quale gli procura diverse commissioni. A Parma realizza il Salvator mundi in gloria adorato da angeli e santi per l'altare maggiore della chiesa di Ognissanti, mentre a Piacenza, dove trascorse l'intero anno del 1611, la pala dell'Arcangelo Raffaele per la chiesa dei Santi Navarro e Celso, firmata e datata, e un San Luca per la chiesa di Santa Maria delle Grazie (entrambe oggi al Museo di Capodimonte a Napoli).
All'inizio del 1612 di passaggio da Piacenza a Borgotaro soggiorna per qualche giorno a Porcigatone sul passo di Santa Donna e dipinge la Crocifissione di Cristo con la Madonna, san Pietro, san Paolo e santa Maria Maddalena.

#### I primi successi romani, le commesse Borghese
Tornato a Roma verso la fine 1612, tra i capolavori di quel periodo vi furono la decorazione della cappella Bongiovanni in Sant'Agostino, realizzata tra il 1613 e il 1616 con l'esecuzione degli affreschi con l'Assunzione della Vergine nella cupola e degli Apostoli presso la tomba della Vergine nella lunetta di destra, nonché di tre tele, quella sulla parete destra del Sant'Agostino in meditazione sul mistero della Trinità, sull'altare l'Incoronazione della Vergine tra i santi Agostino e Guglielmo, mentre sulla parete sinistra il San Guglielmo curato dalla Vergine. I lavori per la cappella costituiscono una tappa fondamentale per il pittore, rappresentando la prima grande opera pubblica del tutto autonoma nella città romana, la quale, visto l'enorme successo che riscosse sin dal principio, divenne capofila delle commesse della corte pontificia.
In questi anni il pittore trova dimora in via dei Greci, nei pressi della parrocchia di San Lorenzo in Lucina, con la moglie Cassandra Barli, sposata nel 1616 da cui avrà sette figli (sei femmine e un maschio). Agli anni immediatamente successivi al suo ritorno nella città pontificia per la stessa chiesa di San Lorenzo il pittore realizzò una tela per la cappella Malvezzi, la Madonna con san Girolamo e sant'Apollonia (cosiddetta Salvazione di un'anima), mentre per la cappella Boselli della chiesa di San Francesco a Ripa, la Madonna con i santi Domenico e Antonio Abate.
In questi anni l'attività artistica si intensifica considerevolmente, realizzando opere sia dentro che fuori Roma. In quest'ultimo caso fanno parte la pala per Piacenza con la Morte di sant'Alessio, realizzata nel 1614 ancora una volta per la cattedrale cittadina (oggi non rintracciata), la Madonna con i santi Carlo e Bartolomeo, dipinta per la chiesa di San Lorenzo della stessa città emiliana nel 1616 (oggi a Capodimonte a Napoli), poi per Orvieto, di cui dell'Incoronazione della Vergine per l'altare Marescotti in Santa Maria del Carmine, per Albenga, di cui il Miracolo di san Verano, realizzata per l'omonima cappella del duomo, commissionata dal banchiere Ottavio Costa, Vallerano, Leonessa e Fermo.

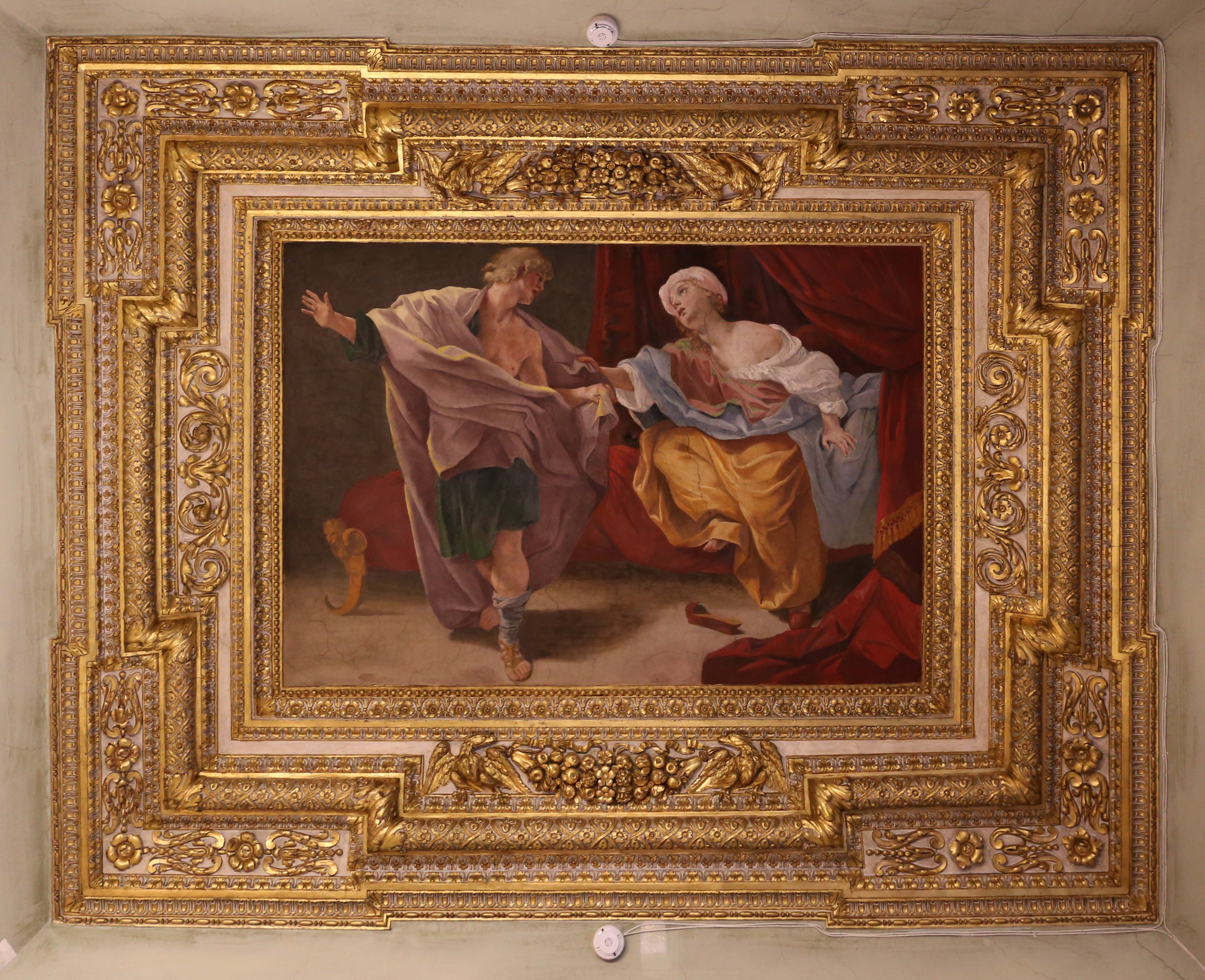
Giuseppe e la moglie di Putifarre, 1615 (palazzo Mattei, Roma)

Nel 1615 affresca i soffitti in tre stanze di palazzo Mattei, ancora una volta commissionati da Asdrubale, con Storie di Giuseppe, di cui due rimasti intatti (Giuseppe e la moglie di Putifarre e Giuseppe che spiega i sogni dei prigionieri) mentre un altro andato perduto. Allo stesso anno risale il pagamento per conto del cardinal Montalto di due della serie di undici ovali (alcuni su tavola e altri su tela) con le Storie di Alessandro Magno per la collezione personale sita nella villa sull'Esquilino, valutati entrambi 100 scudi complessivi. In quest'ultima commissione il Lanfranco si trova un'altra volta a lavorare accanto ai suoi antichi colleghi e allievi di Annibale, quindi il Badalocchio, l'Albani, Antonio Carracci e il Domenichino. Nell'occasione il Lanfranco realizzò Alessandro e il medico Filippo e Alessandro rifiuta l'acqua offertagli dal soldato.

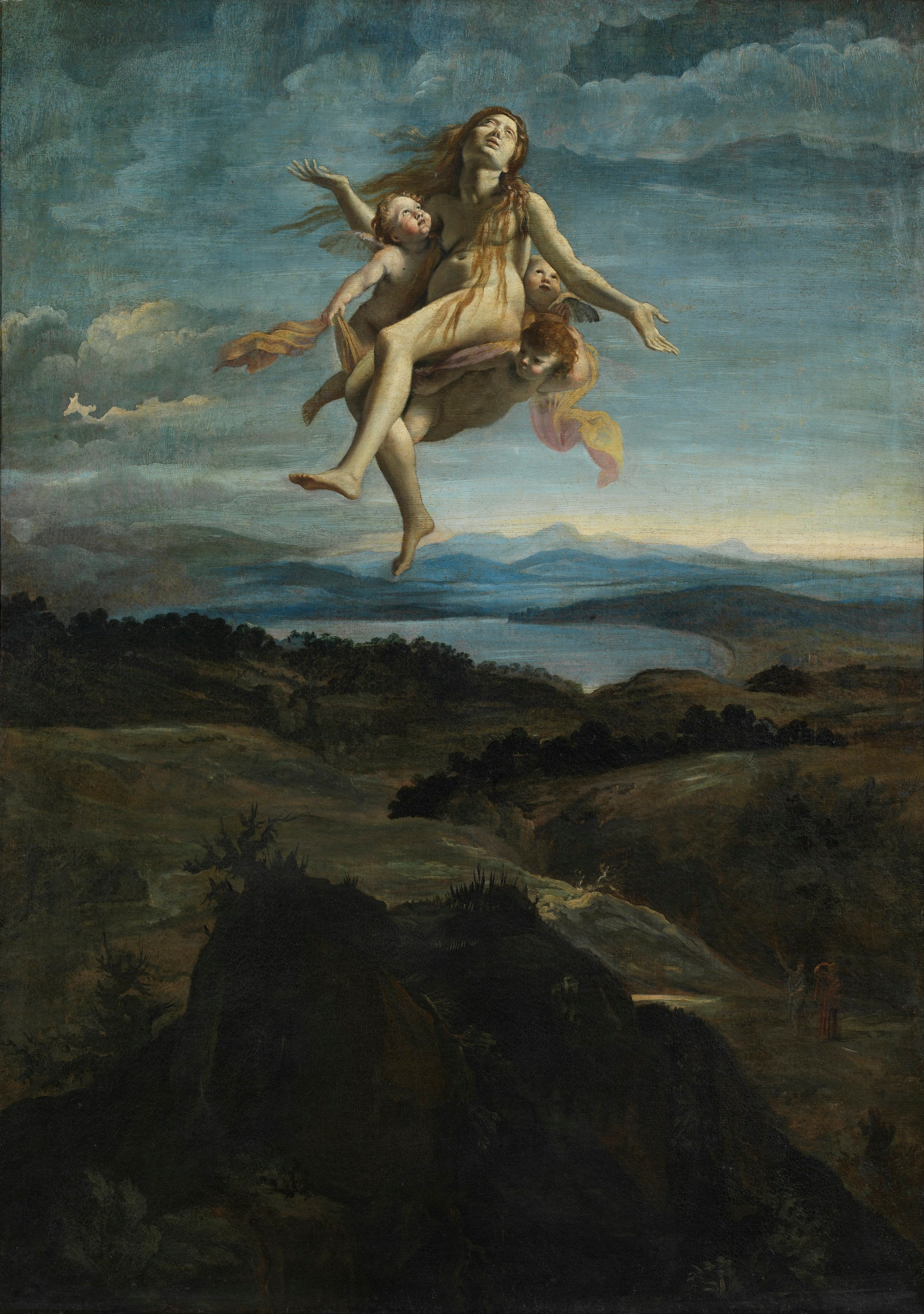
Assunzione della Maddalena, 1615-1618 (già nel camerino degli Eremiti di Roma, oggi al Museo di Capodimonte, Napoli)

Intorno al 1615-1617 partecipa agli affreschi di un camerino del cardinale Odoardo Farnese, detto "degli Eremiti", situato tra la chiesa di Santa Maria dell'Orazione e Morte il palazzetto Farnese, facente parte del corpo di fabbrica del più noto palazzo omonimo a campo de' Fiori, per il quale realizza l'Incontro del conte Ruggiero con san Brunone e nove tele da collocare lungo le pareti laterali, che saranno poi portate a Parma nel Settecento (mentre i quattro cicli di affreschi saranno staccati e inglobati nel Settecento nella chiesa adiacente) tra cui l'Ascensione della Maddalena e Gesù servito dagli angeli (entrambe al Museo di Capodimonte di Napoli).
Tra il 1616 e il 1617 è invece nuovamente al seguito del cardinale Scipione Borghese che, assieme a una illustre schiera di artisti, lo chiama per effettuare decorazioni nella sala Regia del palazzo del Quirinale: dove realizza assieme a Carlo Saraceni alcuni finti fregi lungo le pareti corte e una pala d'altare per una cappella privata, la Madonna col Bambino e san Lorenzo. Con la dipartita di Guido Reni da Roma, nel 1614, ed anche quelle di Francesco Albani e del Domenichino nel 1617, Lanfranco divenne l'artista preferito da Paolo V Borghese fino alla morte del pontefice, nel 1621.
Dal 1617 il Lanfranco aveva cambiato casa, vivendo assieme a moglie, madre e suocera in un locale vicino a Sant'Andrea delle Fratte, dove di lì a breve sarebbero nate tre figlie, Flavia, Angela e Costanza.
Ancora Scipione commissionò per 30 scudi per un intervento nella cappella di famiglia in Santa Maria Maggiore, per la quale, stando a ciò che scrisse il Bellori, fu trasformato un angelo nella Vergine. Direttamente Paolo V invece gli commissionò nel 1619 svariati affreschi con le Storie di Pietro per la loggia delle Benedizioni in San Pietro, opera che tuttavia nonostante alcuni lavori preparatori (quadrettatura e schema decorativo) non fu mai realizzata per la sopravvenuta morte del pontefice, ma che rimane nota per il 60% della composizione grazie a incisioni antiche di Pietro Santi Bartoli fatte sui disegni preparatori del Lanfranco. Nell'omonima piazza il pittore si era intanto trasferito assieme a tutta la famiglia, i quali vivevano nel palazzo che fu di Innocenzo Cybo; nello stesso anno nacque una quarta figlia femmina, Margarita.

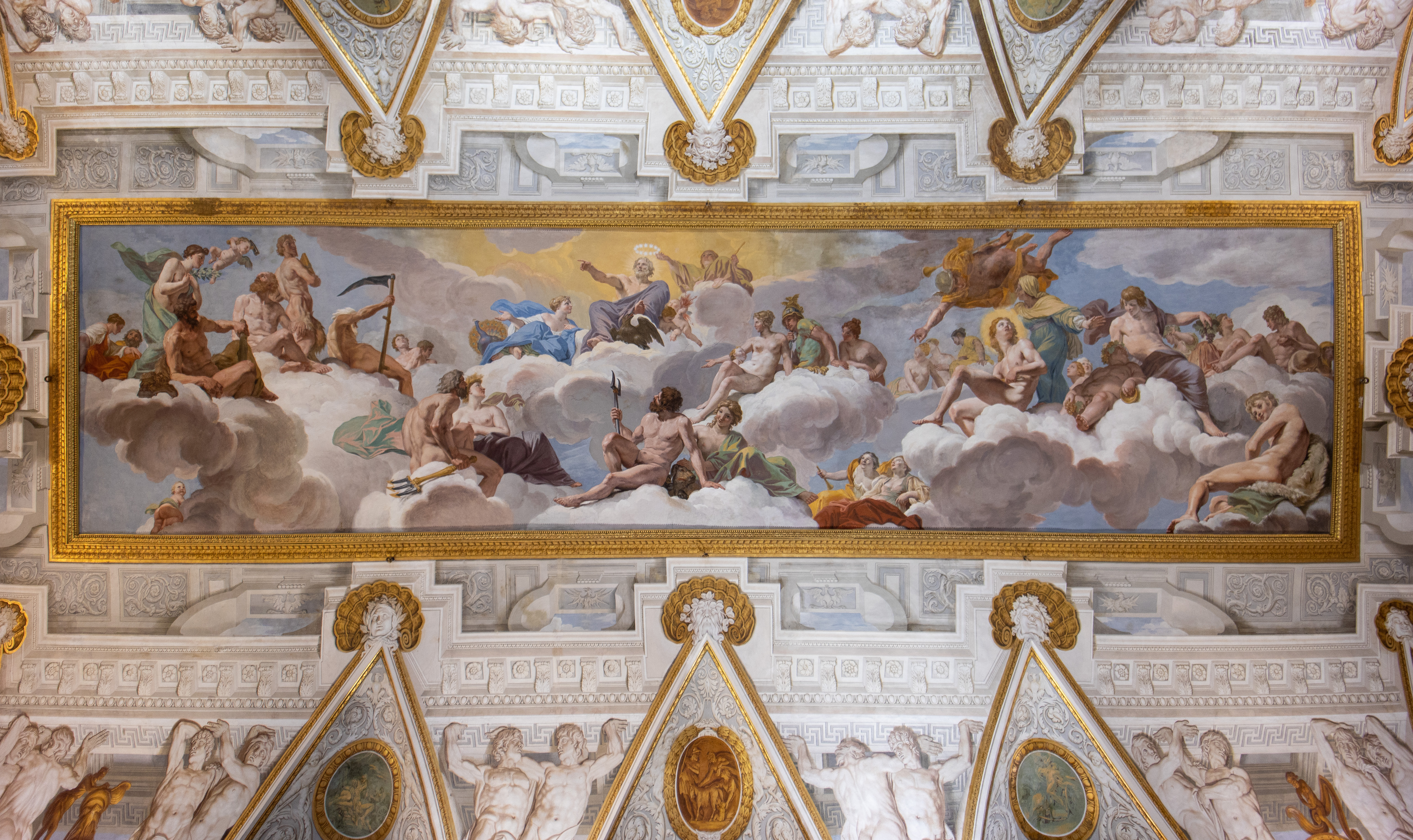
Concilio degli dei, 1624-1625 (villa Borghese, Roma)

Nel 1621 il Lanfranco riceve la commissione per la cappella del Crocifisso in Santa Maria in Vallicella, dove eseguì gli affreschi con l'Incoronazione di spine, la Flagellazione e l'Orazione nell'orto, pagati complessivi 30 scudi.
Seppur sotto il pontificato Barberini, tra il 1624 e il 1625 il pittore ritorna a lavorare per il cardinale Borghese (che pochi mesi prima battezzò l'unico figlio maschio del pittore, Giuseppe Ignazio Scipione) dove compie la decorazione della loggia della sua villa al Pincio, con il grande ciclo del Concilio degli dei, pagato in più tranche per una somma complessiva pari a 800 scudi.

#### L'epoca Barberini e la maturità artistica
Con l'ascesa del bolognese Gregorio XV Ludovisi nel 1621 il Lanfranco perse strada nelle preferenze artistiche pontificie, le quali virarono in favore del Guercino (pittore ufficiale di corte, al quale fu girata anche la commessa delle decorazioni della loggia della Benedizione di San Pietro) e del Domenichino. Continuò in questi anni a realizzare comunque opere, prettamente d'altare, per lo più fuori Roma, tra cui alcune che costituiranno capolavori assoluti nel catalogo del pittore, come il Martirio di sant'Ottavio di Parma (oggi alla Galleria nazionale della stessa città emiliana). Con la salita al trono di papa Urbano VIII Barberini nel 1623 il Lanfranco ritorna invece in auge.

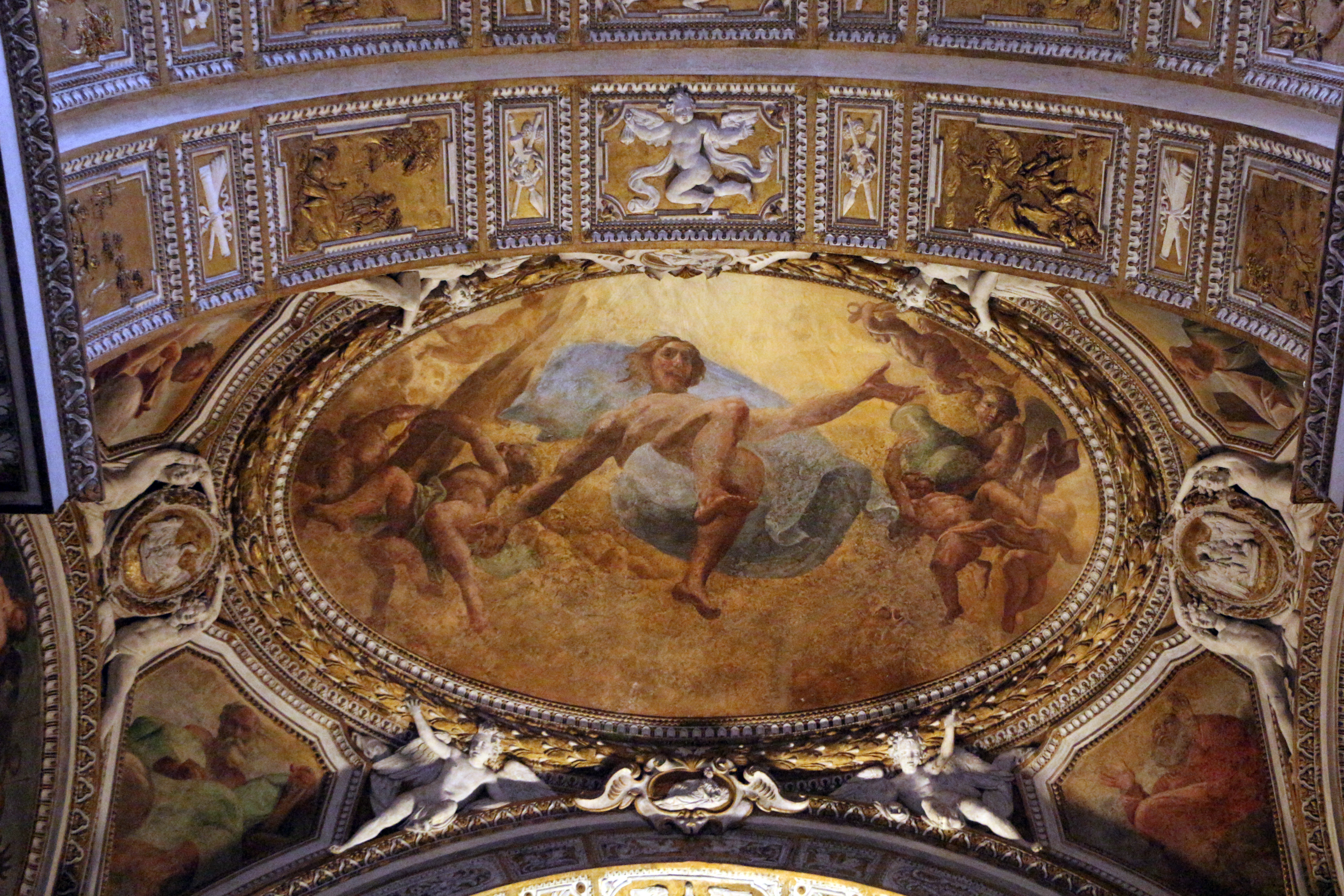
Trasfigurazione di Cristo con quattro evangelisti, 1622-1624 (cappella Sacchetti in San Giovanni dei Fiorentini, Roma)

Al 1622-1624 risalgono i lavori per la famiglia Sacchetti (molto vicina a quella Barberini) nella cappella gentilizia in San Giovanni dei Fiorentini, dove realizza nella calotta la Trasfigurazione e quattro evangelisti. In basso sulle pareti laterali fanno invece mostra due tele, l'Orazione nell'orto e la Salita al Calvario, le quali costituiscono per il pittore un momento di svolta stilistica cruciale. Tra il 1622 e il 1624 risulta invece attivo in svariati palazzi della nobiltà romana, dove effettua alcune decorazioni ad affresco. Per il palazzo Lancellotti realizzò la figura allegorica della Generosità nella volta di una sala al pian terreno, circondata da quadrettature di Agostino Tassi, per il cardinale Giovan Battista Costaguti (maggiordomo di Scipione Borghese) realizza nella sua dimora le figure della Giustizia e della Pace con dei puttini su una balaustra. Qualche mese prima di iniziare i cicli di Sant'Andrea della Valle, il pittore per il tramite del cardinale Francesco Barberini fece pervenire allo zio papa Urbano VIII la sua richiesta di poter compiere la pala da destinare alla costruenda sacrestia della basilica di San Pietro. Tale commessa sarà però girata a Pietro da Cortona nel 1630, mentre al Lanfranco fu assegnato il rifacimento dell'affresco del San Pietro che cammina sulle acque (cosiddetta "Navicella", ora frammentario), già eseguito da Bernardo Castello: quest'opera fu completata nel 1628, pagata 2.000 scudi totali e fruttò al pittore la nomina a Cavaliere dell'Ordine di Cristo da parte del papa.

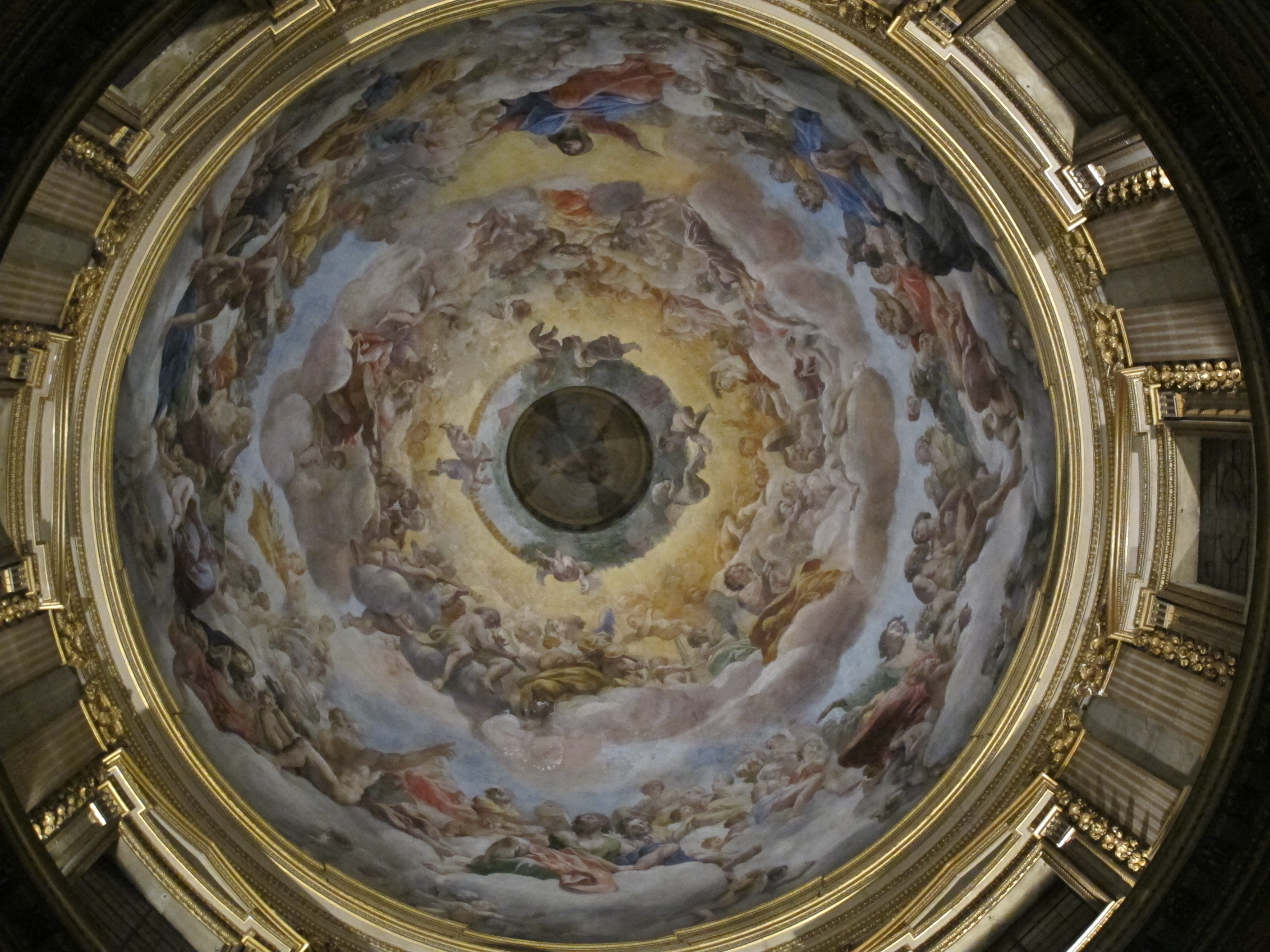
Gloria del Paradiso, 1625-1627 (cupola di Sant'Andrea della Valle, Roma)

Il capolavoro della maturità viene realizzato nello stesso 1625 quando si dà inizio all'affresco della cupola di Sant’Andrea della Valle, tempio della famiglia Barberini, completato poi intorno al 1627, per il quale il pittore ricevette un compenso pari a 1.600 scudi complessivi. L'opera fu pensata e commissionata già qualche anno prima (intorno al 1623) dal potente cardinale Alessandro Peretti Montalto, che fu anche colui che volle sul cantiere il lavoro in simultanea sia del Lanfranco, per la realizzazione del ciclo sulla calotta, ampia ben 622 m², che del Domenichino, che affrescò invece i quattro peducci. Inizialmente l'unico destinatario dell'opera doveva essere il Domenichino, probabilmente anche per via del fatto che in quegli anni, sotto la reggenza Ludovisi di Gregorio XV, il pittore era sostanzialmente un protetto della corte papale; tuttavia il Lanfranco mostrò le sue riserve verso questa prima decisione (a causa della quale da questo momento in poi vivrà un rapporto di conflitto-competizione con il collega) riuscendo quindi alla fine ad ottenere il lavoro desiderato. Con la morte improvvisa del cardinale nel 1623 (intanto vi fu il cambio della famiglia pontificia da Ludovisi a Barberini), la supervisione dei lavori fu continuata dal nipote, l'abate Francesco Peretti Montalto, che sostanzialmente non modificò i progetti dello zio. I risultati ottenuti da questo cantiere saranno caposaldo dell'arte del Lanfranco e modello stilistico delle future generazioni per questo tipo di decorazione. La stessa idea compositiva dei due artisti sarà poi ripresa (involontariamente) anche dieci anni dopo circa, a Napoli, nella cupola di San Gennaro. 
Il 9 febbraio del 1627 Urbano VIII (che salì al trono già quattro anni prima) fece visita a lavori ultimati della cupola di Sant'Andrea della Valle, potendo così constatare di persona le qualità artistiche del pittore. Intanto il cardinale Odoardo Farnese poco prima di morire tornò ad avanzare commissioni al Lanfranco, al quale chiese per la chiesa di Santa Teresa a Caprarola una pala d'altare con San Silvestro che lega il dragone, pagata 130 scudi. Nella cappella del Santissimo Sacramento della basilica di San Paolo fuori le mura realizza invece in due lunette le scene di Mosè e il serpente di bronzo e la Raccolta della manna, oltre a una serie di tele.

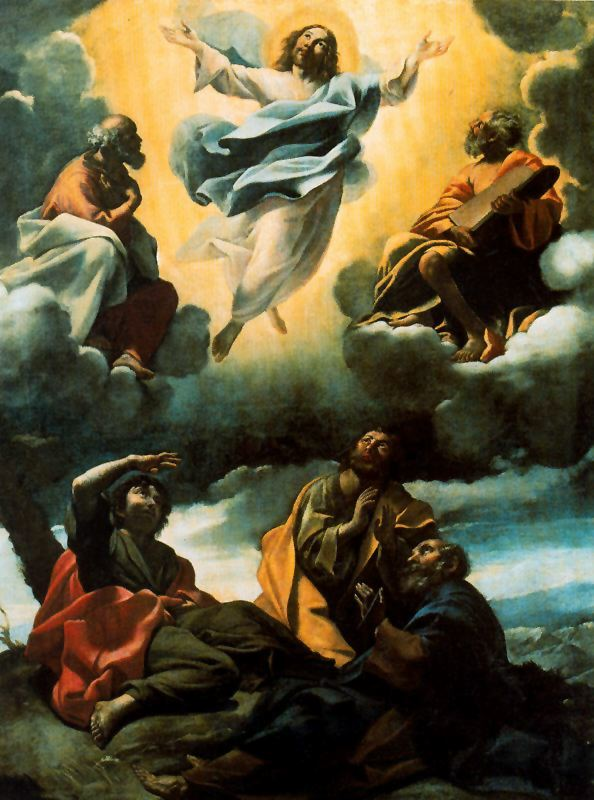
Trasfigurazione di Cristo, ante 1627 (Gallerie nazionali d'arte antica di palazzo Barberini, Roma)

Il pontefice Barberini commissionò anche altre opere al Lanfranco. Ante 1627 viene realizzata la Trasfigurazione di Cristo, primo dipinto del Lanfranco ad entrare nella collezione Barberini (sin dal principio nel palazzo alle Quattro Fontane e poi che seguirà il cardinale Francesco in quello della Cancelleria). Nel 1628 vengono dati 50 scudi a titolo d'acconto per la grande pala da collocare sull'altare maggiore, con la scena dell'Immacolata Concezione (opera che poi si distruggerà in un incendio del 1813, da cui rimarranno superstiti solo due frammenti riprendenti angeli musicanti), della chiesa di Santa Maria Immacolata a via Veneto (fondata dal cardinale Antonio Barberini, dove vi lavorarono tutti i pittori facenti parte della cerchia familiare, come Andrea Sacchi, Guido Reni, Pietro da Cortona, Andrea Camassei), pagata 300 scudi totali, richiesta dopo che il Domenichino, primo destinatario della commessa, restituì l'acconto percepito in quanto dovette spostarsi a Napoli per iniziare gli affreschi della volta della cappella di San Gennaro. Per la stessa chiesa il pittore eseguirà nel 1632 un'altra tela per una cappella laterale, raffigurante la Natività; qualche mese più tardi risulta invece ancora al lavoro per la basilica di San Pietro, dove gli viene chiesto il cartone preparatorio per il mosaico di San Cirillo, realizzato dal Calandra, da collocare nella cappella della Madonna della Colonna, mentre per la cappella del Santissimo Crocifisso la decorazione fu voluta dal cardinale Francesco Barberini, che desiderò la scena affrescata dell'Adorazione della croce con angeli sulla cupolina e Scene della Passione di Cristo nelle pareti e lunette laterali. Di poco successivo al riconoscimento di Cavaliere dell'Ordine di Cristo del 1628 è la tela della Crocifissione, realizzata dal pittore per donarla al papa, che a sua volta la affidò al nipote Francesco.

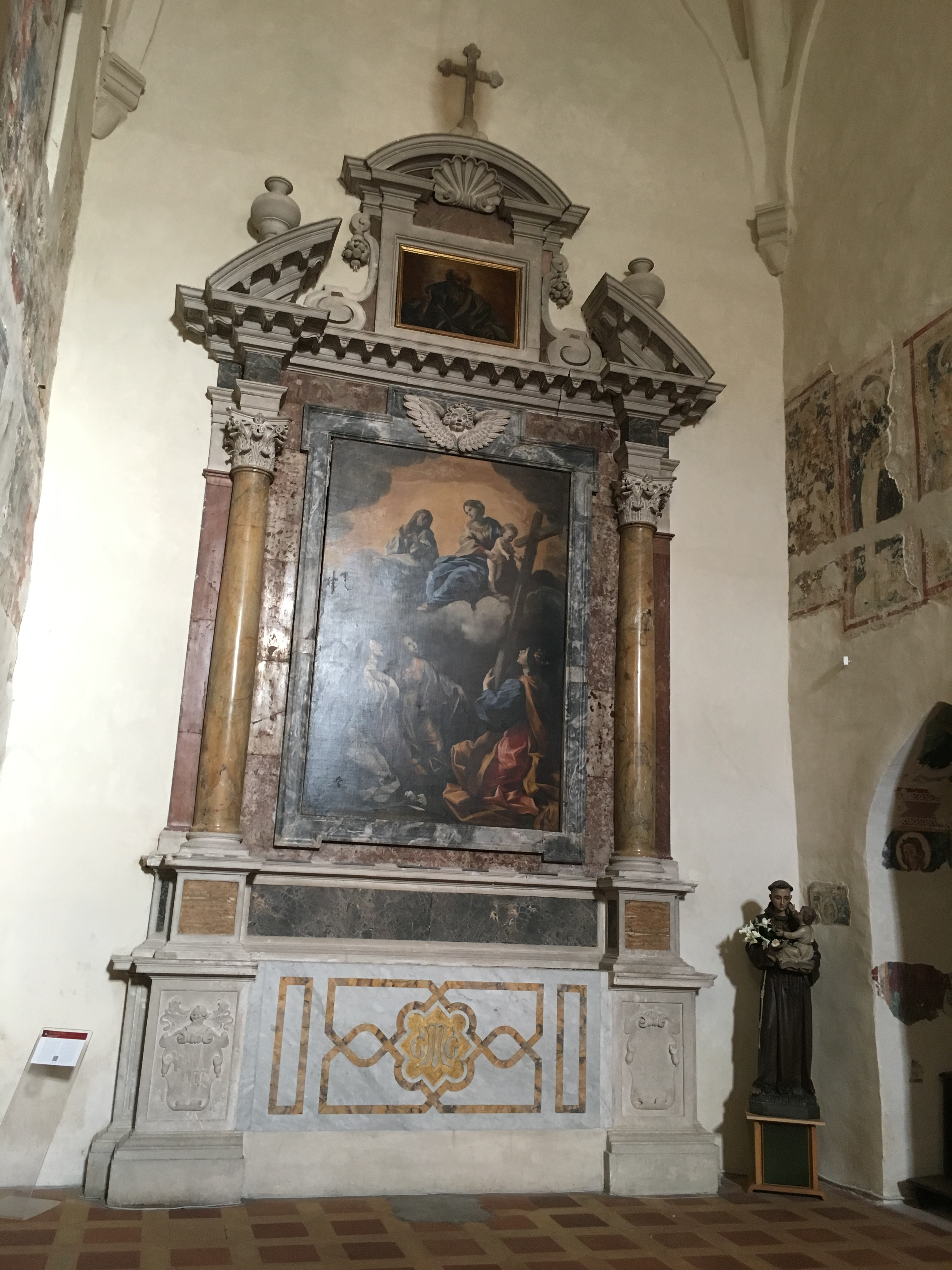
Madonna col Bambino e santi, 1630 circa (chiesa di San Domenico, Spoleto)

Molte sono le tele realizzate invece su committenza Barberini o acquisite da esponenti della stessa famiglia (sia il papa che i nipoti cardinali, Francesco e Antonio, che il principe Taddeo) per la propria collezione artistica o, come accaduto in diverse occasioni, riutilizzate per farne dono diplomatico alle corti europee, abitudine in uso a quel tempo. Nel 1630 il pittore torna a lavorare per la famiglia Costaguti, al servizio dei fratelli Prospero e Ascanio, per i quali realizza nel loro palazzo altri due affreschi, uno con Ercole e Deianira e l'altro con Galatea (distrutto nell'Ottocento). Nel 1631 il pittore intanto fa parte della schiera di personaggi che lasciò una deposizione nella causa giudiziaria intentata contro don Fabrizio Valguarnera, nobile siciliano attivo a Roma, reo di aver rubato una partita di diamanti e che smerciava agli artisti in cambio di opere d'arte;  nella fattispecie il Lanfranco accusò l'uomo di aver sottopagato alcuni quadretti comperati. Nel 1631 e nel 1632 il Lanfranco fu invece nominato principe dell'Accademia di San Luca.
Negli ultimi anni romani realizza opere anche per luoghi fuori la città, tra cui per Perugia, per Spoleto e persino per Augusta in Germania e per Lucerna, la cui pala fu commissionata da Ranuzio Scotti, nunzio papale in Svizzera, figlio del conte Orazio, primo protettore a Piacenza del Lanfranco. La grande pala tedesca dell'Assunzione della Vergine fu invece commissionata dai conti Wilhelm e Carl Fugger durante una loro visita a Roma nel 1631: alta 6,95 metri rappresenta l'opera pittorica più grande in termine di dimensioni del Lanfranco.
Sul finire del 1632 il pittore valutò le logiche preferenziali pontificie, che vertevano su altri pittori, come Pietro da Cortona e Andrea Sacchi, come un pericolo per la propria attività artistica. Così entra in contatto con il preposto generale della Compagnia dei gesuiti a Napoli, tal Vitelleschi, il quale necessitava di un pittore che eseguisse cicli di affreschi nella cupola della chiesa del Gesù Nuovo e nell'adiacente oratorio dei Nobili. Da lì a breve il pittore lascia la villa presso porta San Pancrazio dove viveva con la famiglia, comperata intorno agli anni 1627-1628, e si trasferì nella città partenopea, dove trovò una seconda fortuna artistica. A mettere in contatto il Lanfranco con l'ambiente napoletano fu il viceré e conte di Monterrey, Manuel de Acevedo y Zúñiga, già ambasciatore cattolico per il papa a Roma fino al 1631.

### Gli anni a Napoli (1634-1646)

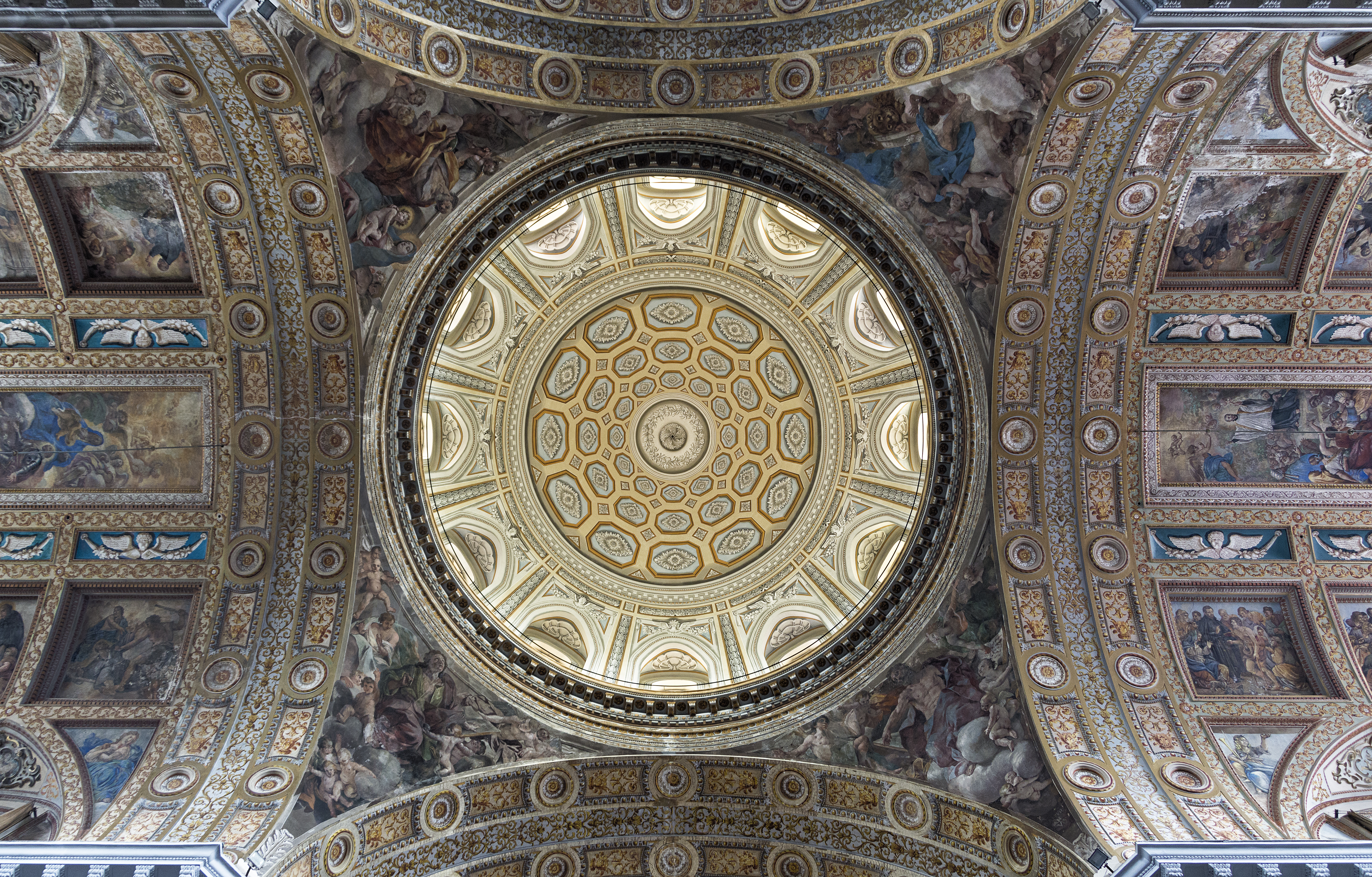
Evangelisti, 1634-1636 (peducci della cupola del Gesù Nuovo, Napoli)

Il soggiorno napoletano fu particolarmente prolifico per il pittore, seppur caratterizzato anche da molteplici conflitti con i committenti (sia i padri gesuiti, che i certosini, che i teatini) per via di mancati accordi sui pagamenti. In circa dodici anni di soggiorno eseguì un'imponente serie di affreschi nelle chiese della città, e alcuni dei più importanti della sua carriera artistica, pressoché tutti di notevoli dimensioni, più grandi di quelli di Roma (ad eccezione della cupola di Sant'Andrea della Valle): da quello in gran parte perduto nella cupola del Gesù Nuovo (1634-1636) alla volta della navata maggiore della Certosa di San Martino (1637-1638), dall'interno dei Santi Apostoli (1638-1646) a quella del Tesoro di San Gennaro (1641-1643), fino ai fregi del palazzo arcivescovile (1645) e all'ultima decorazione per il palazzo dei gesuiti (1646).
La cupola della chiesa del Gesù fu la prima opera realizzata, per la quale un primo sopralluogo avvenne già nel 1633. Nonostante il fatto che questa fosse suddivisa in otto costoloni, cosa che il Lanfranco non apprezzava, la commessa fu giudicata soddisfacente e pertanto accettata. Giunto in città nel marzo del 1634 con tutta la famiglia al seguito, il pittore dopo un primo tentativo di far eliminare la suddivisione in costole, andato fallito, avviò i lavori di decorazione con la realizzazione anche degli Evangelisti nei quattro pennacchi. L'opera fu completata nell'estate del 1635, dietro un compenso di 16.200 ducati. Della cupola originale del Lanfranco tuttavia rimangono attualmente solo i pennacchi poiché la calotta crollò nel 1688. Dopo questi lavori il Lanfranco preparò i disegni anche della volta della sacrestia, che piacquero molto al Vitelleschi ma che non trovarono il consenso dei padri gesuiti, i quali invece preferirono (con rammarico per il Lanfranco e lo stesso Vitelleschi) il progetto di Massimo Stanzione.

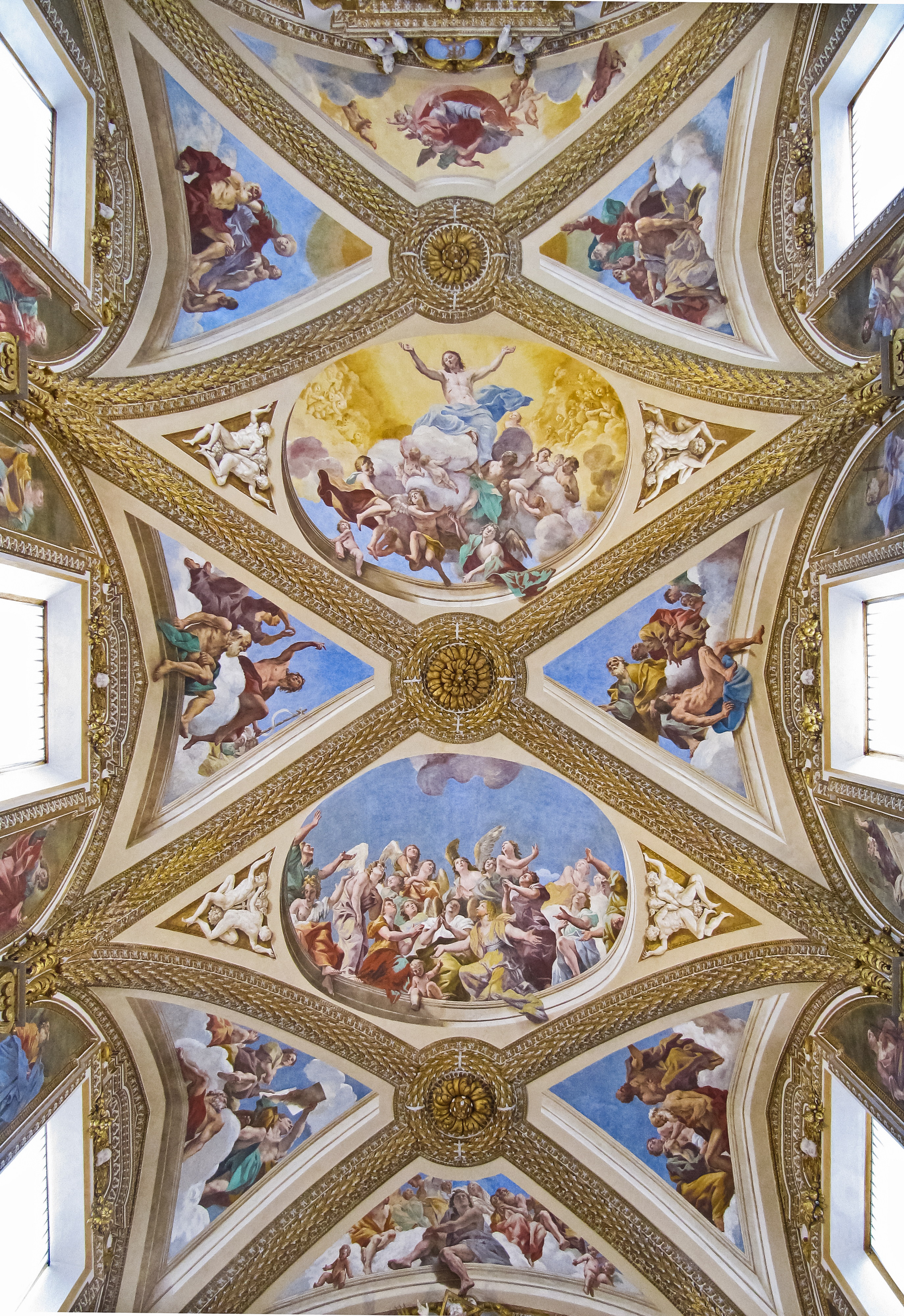
Ascensione di Cristo, 1637-1638 (volta della chiesa di San Martino, Napoli)

Il successo napoletano portò le opere del Lanfranco anche in Spagna (senza che però il pittore vi si trasferisse): grazie all'intercessione del viceré e protettore, infatti, furono compiuti tra il 1634 e il 1636 sette quadri con scene della storia romana antica per il Buen Retiro di Madrid, dove fu poi portata anche una Madonna con due santi certosini, realizzata per la cappella di Sant'Ugone della certosa napoletana, ma rifiutata dai padri e quindi riconvertita con alcuni aggiustamenti in Madonna del Rosario, l'Annunciazione per la chiesa delle Augustinas Descalzas di Salamanca, tra i massimi capolavori del pittore, e la Crocifissione per lo stesso conte di Monterrey (oggi in collezione privata).

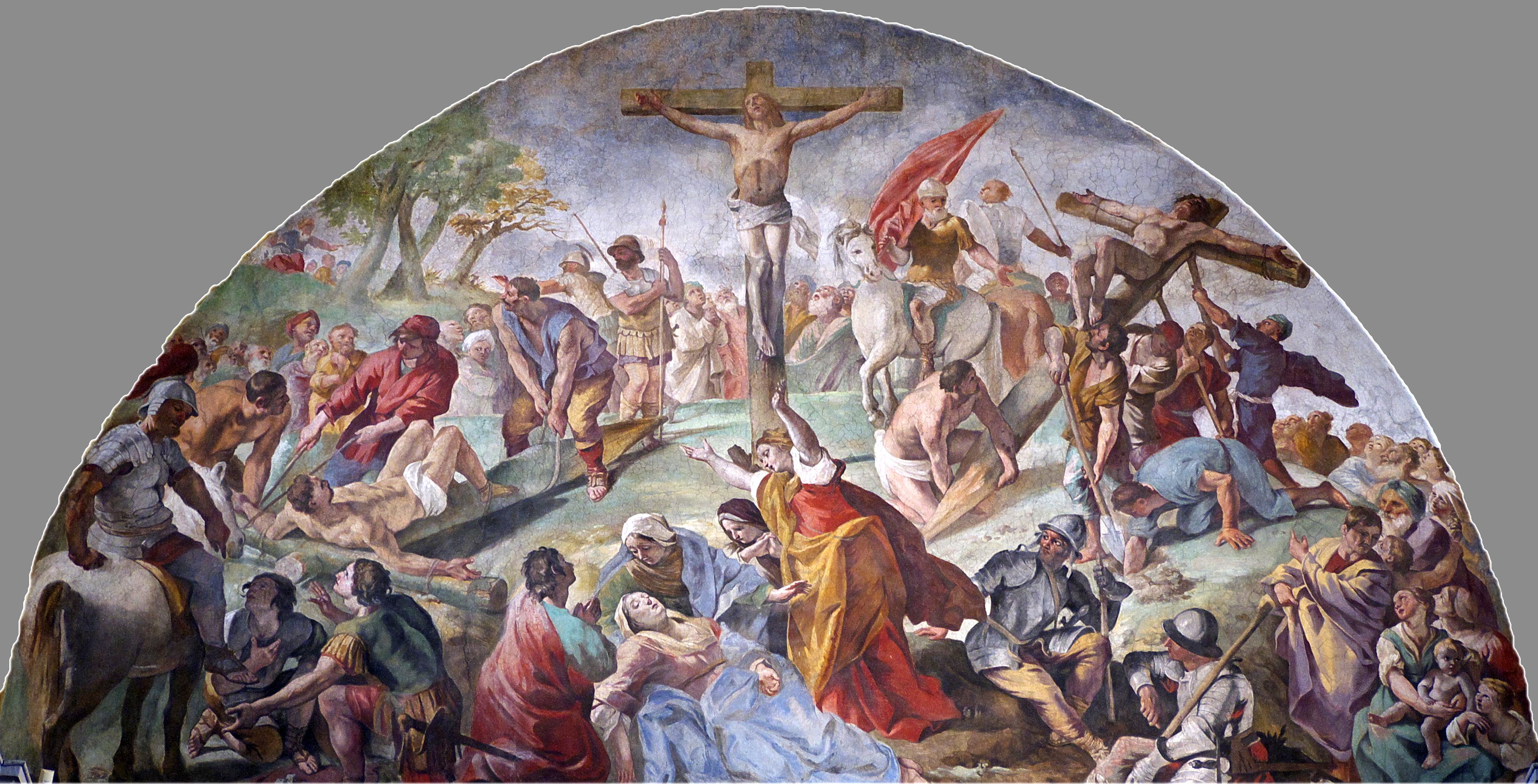
Crocifissione, 1637-1638 (lunetta absidale della chiesa di San Martino, Napoli)

La seconda opera in ordine cronologico fu la decorazione della chiesa della certosa di San Martino, all'epoca uno dei più illustri cantieri della città assieme alla cappella di San Gennaro del duomo, per la quale si trovò l'accordo il 3 aprile del 1637. Vi lavorarono al suo interno i più importanti artisti della scuola barocca romana e napoletana, tra cui, quindi, anche il Lanfranco, che realizzò nella volta e sulle pareti laterali ai finestroni del registro superiore l'Ascensione di Cristo con angeli, beati e apostoli, mentre nella lunetta absidale la scena della Crocifissione.
Parallelamente a questo cantiere il pittore ricevete anche svariate commesse dall'ambiente romano, presso cui si recò in brevi soggiorni durante il 1638-1639. Per la chiesa di Sant'Agostino in Campo Marzio realizzò le due tele del Sant'Agostino che abbatte le eresie e dello stesso santo che lava i piedi a Cristo, entrambe per la cappella dedicata allo stesso santo, un Sant'Andrea per il principe Andrea Giustiniani (oggi a Berlino), il Cristo portacroce per il cardinal Giovan Battista Costaguti, e un Sansone e il leone per il cardinale Francesco Maria Brancaccio (oggi nella Pinacoteca di Bologna).
In questi anni eseguì anche alcune tele per il vescovo di Pozzuoli, Martino de León y Cárdenas, il quale promosse gli interventi di restauro barocchi del duomo della cittadina. Nell'occasione il pittore oltre alle tele (di cui l'unica certamente autografa è l'Arrivo di san Paolo a Pozzuoli, mentre le altre due vedono per lo più gli interventi di bottega) eseguì anche affreschi nella volta del coro e nella cupola; tuttavia di questi cicli non è rimasto nulla in quanto si distrussero.
La terza opera che compì a Napoli fu nel cantiere della chiesa dei Santi Apostoli che, iniziato nel 1638, durò fino alla fine del soggiorno napoletano. Per la chiesa il pittore dovette impegnarsi sia nelle opere su tela che negli affreschi, dove realizzò per l'occasione quello che è il suo più vasto e complesso ciclo pittorico. Le prime realizzazioni furono i cicli di affreschi della crociera (transetto e catino absidale) con scene dei Martìri degli apostoli con profeti e virtù e dei quattro pennacchi con gli evangelisti (la cupola non fu affrescata in quanto all'epoca non era stata ancora costruita). Nel 1640 fu commissionata la decorazione volta della navata con altre scene di martirio degli apostoli, i cui lavori durarono almeno fino al 1644. Durante questi interventi il pittore eseguì anche due tele per la chiesa della Santissima Annunziata, che poi andranno distrutti nell'incendio del 1757.

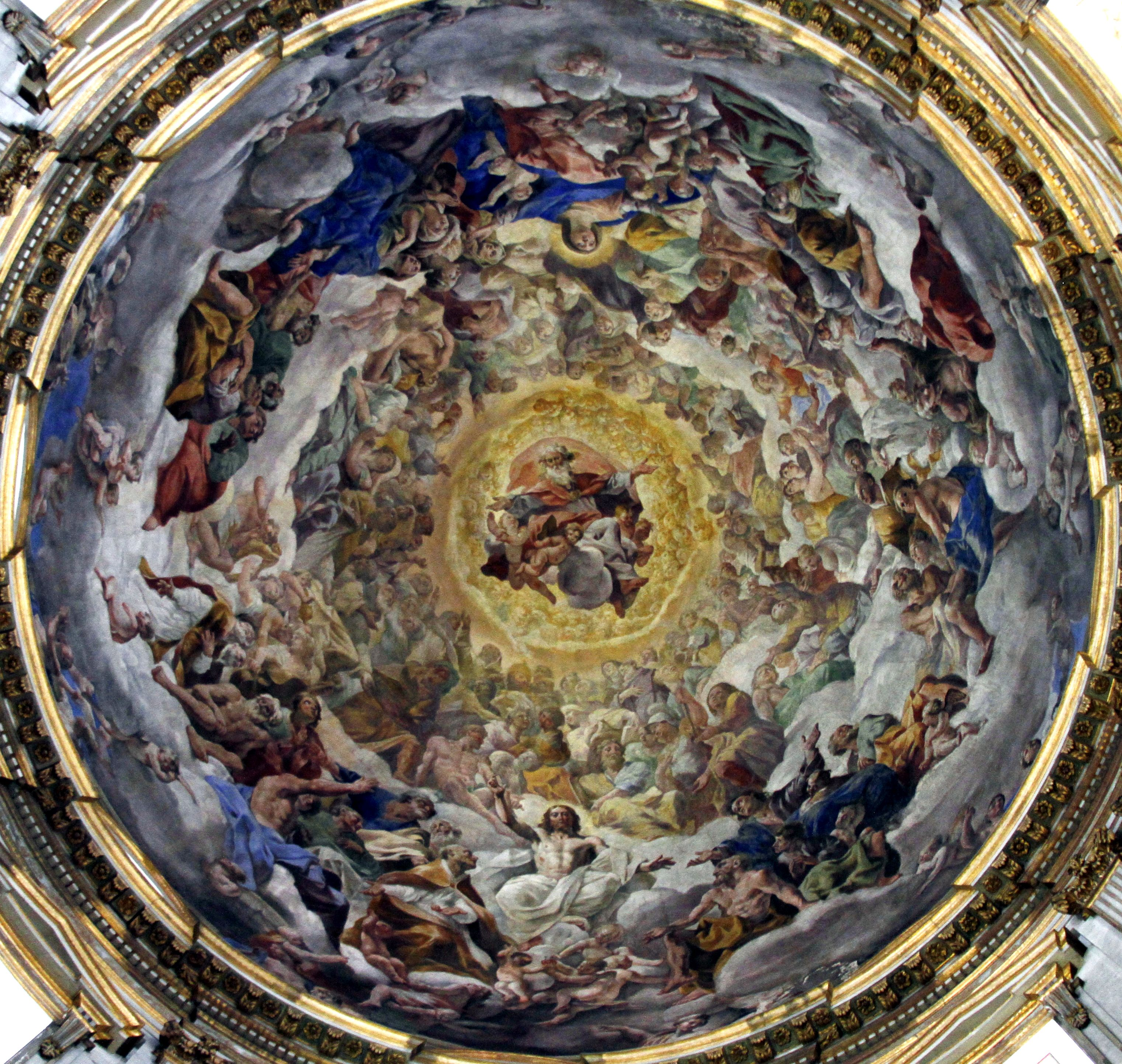
Gloria del Paradiso, 1641-1643 (cupola della cappella di San Gennaro, Napoli)

Al 1641-1643 risale invece l'inizio del cantiere più importante a Napoli (assieme a quello della certosa di San Martino appunto), ossia la decorazione della cupola di San Gennaro. Il Lanfranco dovette subentrare al Domenichino che fu chiamato alla causa già nel 1628, anno dal quale avviò la realizzazione degli oli su rame degli altari laterali con Scene della vita di san Gennaro e affreschi nei sottarchi e nei peducci con altre scene sul santo e virtù. Alla morte improvvisa del Domenichino, nel 1641, la Deputazione del Tesoro avviò le trattative con artisti locali per comprendere se vi fossero i presupposti per far continuare a qualcuno di loro l'opera lasciata incompiuta. Al tempo mancavano due oli su rame (Domenichino ne realizzò quattro su sei, mentre un quinto era non ultimato) e l'affresco dell'interno della cupola (compì solo i quattro pennacchi). Furono visionati i lavori di diversi artisti, tra i quali la spuntarono il Ribera, che realizzò l'ultimo olio su rame, Massimo Stanzione che avrebbe dovuto sostituire la pala non terminata ma che tuttavia la sua versione non fu preferita a quella del pittore emiliano, che pertanto rimase quindi sull'altare, mentre l'opera del pittore napoletano fu confinata nella sacrestia, e per l'appunto il Lanfranco, che dietro compenso di 7.000 ducati complessivi dovette compiere la scena della Gloria del Paradiso nella cupola. Il modello fu quello della basilica di Sant'Andrea della Valle a Roma, anche se in questo caso l'opera appare più concitata vista anche la minor dimensione della circonferenza della cupola e meno scandita nei cerchi concentrici dove sono disposte le singole figure. Il risultato fu esaltante, tant'è che il ciclo divenne modello a Napoli per le cupole degli artisti successivi, fin oltre il Settecento.

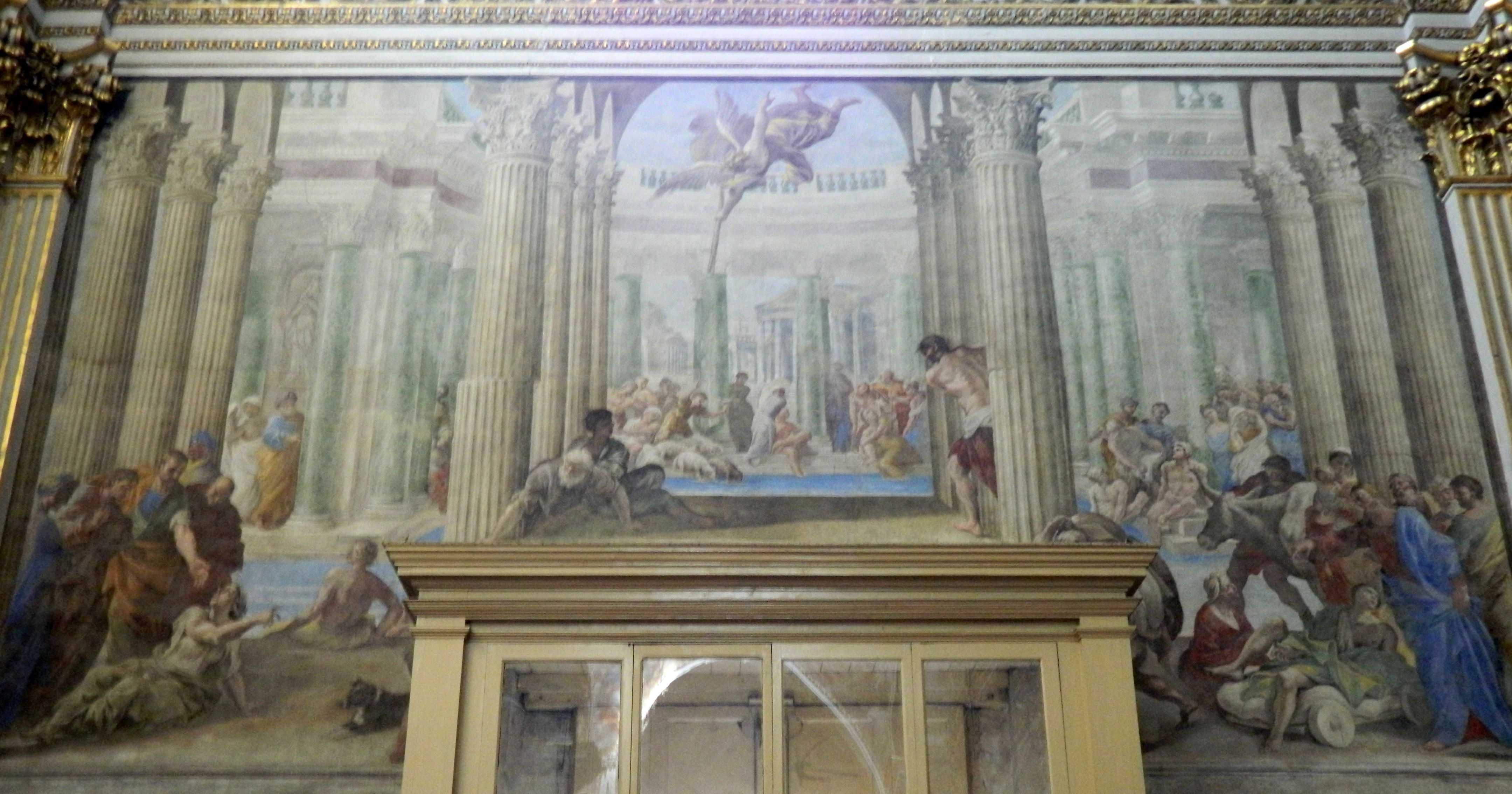
Piscina probatica, 1646 circa (controfacciata della chiesa dei Santi Apostoli, Napoli)

Le ultime commesse napoletane furono quelle del palazzo arcivescovile (1645), governato all'epoca dal potente cardinale Ascanio Filomarino (da sempre filo Barberini), il quale chiese al pittore sia le decorazioni a fregio di alcune sale che una pala per la cappella privata riprendente San Pietro e san Gennaro che presentano il cardinale Ascanio Filomarino alla Vergine. Per il viceré invece fu compiuto un ciclo nella nicchia della tribuna della cappella privata nel palazzo reale napoletano (andati distrutti nel 1668), mentre nel 1646 ritornò a lavorare per i gesuiti, per quali realizzò nel loro palazzo scene con l'Assunzione della Vergine e vari santi e virtù. Nel 1646 infine tornò anche sul cantiere dei Santi Apostoli per compiere la grande scena della Piscina probatica nella controfacciata e il gruppo di cinque tele per la parete dell'abside: per l'intera decorazione del complesso, quindi, il pittore ricevette un compenso pari a 10.322 ducati complessivi, di cui 4.000 afferenti gli affreschi della crociera e dell'abside, altri 4.500 per la navata, mentre 1.500 riferibili a quello della controfacciata e alle tele.
Fu questa l'ultima opera del periodo napoletano: nel 1646 il pittore tornò poi a Roma, forse perché doveva canonizzare una figlia (secondo il Bellori), o forse perché a Napoli non aveva più lavori da compiere (secondo il Passeri).

### Il ritorno a Roma e la morte

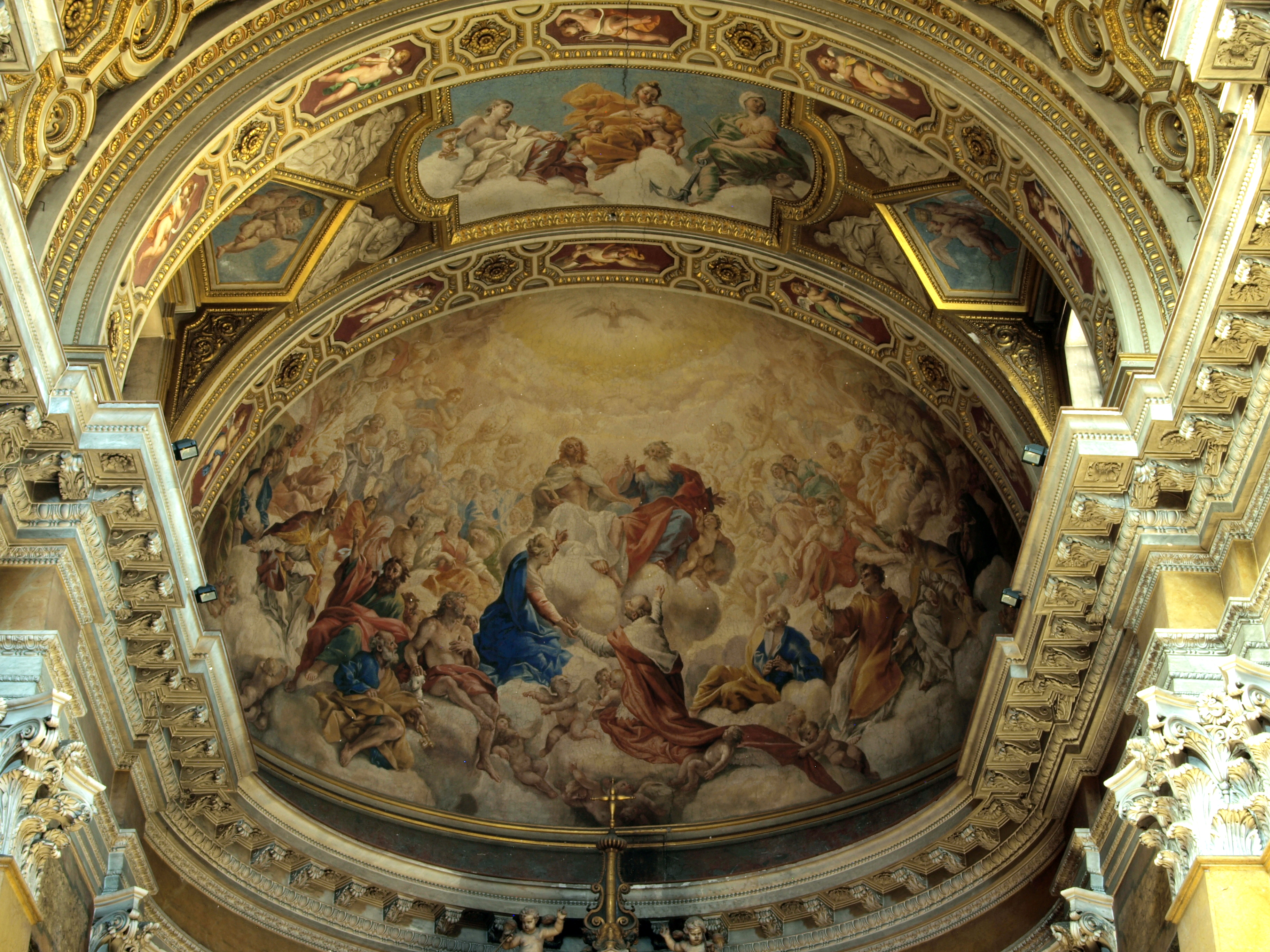
Gloria di san Carlo, 1646 (catino absidale di San Carlo ai Catinari, Roma)

Rientrato per l'ultima volta a Roma nel 1646, Giovanni Lanfranco fece in tempo ad affrescare in appena sei mesi il catino absidale della chiesa di San Carlo ai Catinari, con i cui committenti entrò in contatto già nel 1644, quando lavorava nel cantiere napoletano dei Santi Apostoli. Per la chiesa dei Santi Domenico e Sisto realizza invece la sua ultima pala tra il 1646 e il 1647.
Al suo ritorno "in patria" il pittore non trovò più i suoi estimatori di un tempo: il regno di Urbano VIII era finito nel 1644, i cardinali nipoti (Antonio, Francesco e Taddeo) erano tutti fuggiti via con l'instaurazione del nuovo pontefice Innocenzo X Pamphilj. Presso quest'ultimo il pittore non riuscì ad ottenere alcuna commessa: tentò invano di accaparrarsi quella della decorazione della galleria del suo palazzo di piazza Navona inviando alcuni disegni preparatori; tuttavia questi non ebbero esito positivo (la commessa fu invece affidata a Pietro da Cortona).
La morte lo colse alla mezzanotte del 29 novembre 1647.

## Stile

### Le influenze

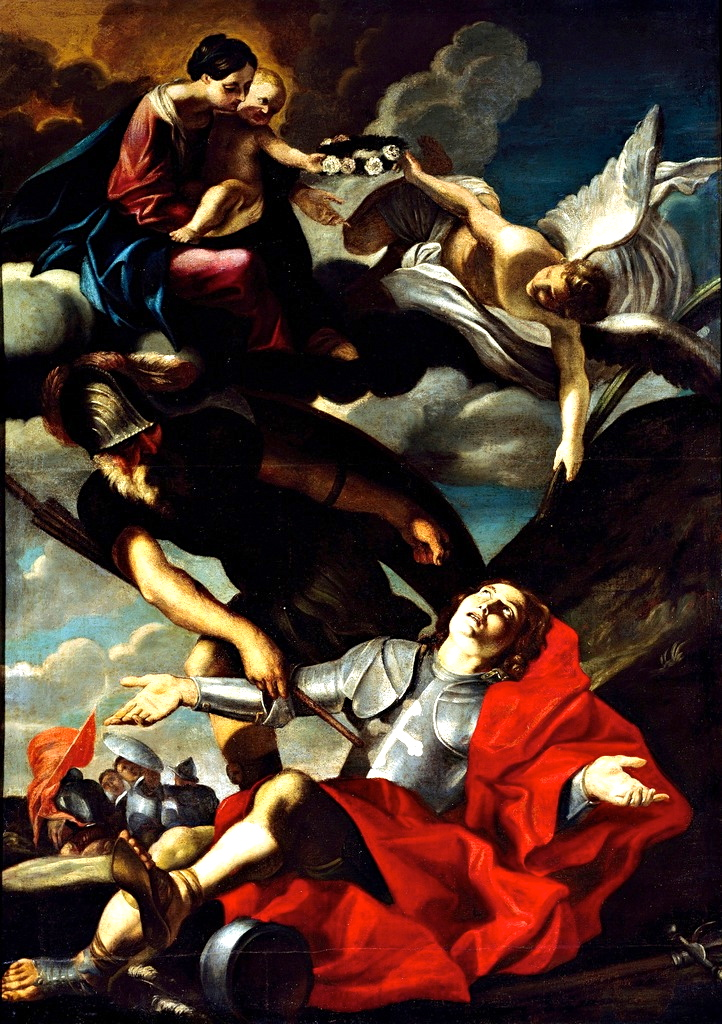
Martirio di sant'Ottavio, 1620-1622 (Galleria nazionale di Parma)

Formatosi nella scuola di Ludovico e Annibale Carracci, le prime opere realizzate risentono molto di questa maniera pittorica e, talune volte, addirittura a quella di Bartolomeo Schedoni, come la Madonna con i santi Girolamo e Apollonia. Dal 1614 al 1619 lo stile si avvicina a Orazio Borgianni: esempio di quest'ultima maniera sono la pala per la cappella privata del Quirinale e le tele della cappella Bongiovanni in Sant'Agostino. La sua pittura fu invece particolarmente influente verso Simon Vouet e Dirk van Baburen.
I richiami dal Correggio limitati a due situazioni specifiche, che però saranno determinanti per l'arte del Lanfranco e più in generale per il movimento pittorico barocco, ossia la decorazione delle cupole e le sfere celesti nelle parti superiori delle pale d'altare.
Una svolta stilistica il pittore la trova intorno ai primi degli anni '20 del Seicento, con la Salita al Calvario per la cappella Sacchetti a Roma e con il Martirio di sant'Ottavio di Parma, dove per la prima l'artista si scosta dai maestri che lo hanno influenzato in passato trovando un linguaggio nuovo e personale. Nello specifico le due tele mostrano i primi segni anticlassicisti del pittore, con la composizione della scena strutturata su linee diagonali dei protagonisti, caratterizzati questi da un forte contrasto chiaroscurale tra quelli in primo piano e quelli sullo sfondo. Questo modo di realizzare le opere su tela caratterizzerà l'attività del pittore almeno fino alla metà degli anni' 30, quando si mostrerà un'apertura pittorica verso lo stile neoveneto determinato dalla scoperta dei Baccanali Aldobrandini.

### Le cupole lanfranchiane
Assieme alle grandi pale d'altare, la peculiarità stilistica del Lanfranco è senza dubbio la sua opera ad affresco, in particolare quella delle cupole. Partendo dai modelli tardo manieristi del Correggio, che avviò questo concetto pittorico con la realizzazione della cupole del duomo di Parma, anche se quella da cui trasse maggiormente ispirazione il pittore fu quella di San Giovanni Evangelista, che fu poi ripresa dapprima dal Cigoli nella cappella Paolina in Santa Maria Maggiore.
La prima cupola strettamente intesa come barocca da parte della critica è quella della cappella Bongiovanni in Sant'Agostino in Campo Marzio. Il modo di dipingere la scena, con accentuati tocchi di luce, rappresenta (assieme anche alla successiva cupola della cappella Sacchetti) il preludio per la grande opera della basilica di Sant'Andrea della Valle. In quest'ultima il Lanfranco rielabora quel modo immaginifico di concepire "l'ideale" fondendolo con i concetti post naturalisti e classicisti del Seicento. Secondo la critica si tratta del "primo cielo Barocco", dove l'elaborazione della scena vede cerchi concentrici affollati di nubi vorticose assieme ad una serie concitata di figure ivi ritratte, che si dispongono in successione su svariati distinti "ordini", i quali convergono verso il centro della cupola.
Questo tipo di raffigurazione fu eseguito dapprima nella cupola di Sant'Andrea della Valle a Roma, nel 1621-1627, e poi riproposta in quella della chiesa del Gesù Nuovo, nel 1634-1636, però andata distrutta, nonché in quella della cappella del Tesoro di San Gennaro a Napoli nel 1641-1643. I cerchi appaiono più netti e distinti nella cupola romana rispetto a quella napoletana, dove le figure assumeranno una compressione più marcata. L'insieme unitario della scena nella cupola napoletana rende il pittore il vero interprete di quel modo vibrante di raffigurare gli sfondati celesti.
Il suo modo di decorare l'interno delle cupole divenne modello in Italia per le volte in generale delle generazioni successive de fino al Settecento inoltrato. Questa maniera si diffuse in particolar modo a Roma e Napoli, trovando in Pietro da Cortona, il Baciccio e Andrea Pozzo, nel primo caso, e Luca Giordano, Francesco De Mura e Paolo De Matteis, nel secondo, alcuni dei suoi principali esponenti. A Napoli, analogo successo trovò anche il grande ciclo della controfacciata dei Santi Apostoli, dove la grande scena paretale della Piscina probatica fu apripista per analoghi cicli di Luca Giordano (nella chiesa dei Girolamini), Francesco Solimena (nella chiesa del Gesù Nuovo), Paolo De Matteis (nella chiesa di San Nicola alla Carità) e altri artisti locali come Santolo Cirillo (nella basilica di San Paolo Maggiore), Giuseppe De Vivo (nella basilica di San Giovanni Maggiore) e altri.

I modelli parmensi del Correggio
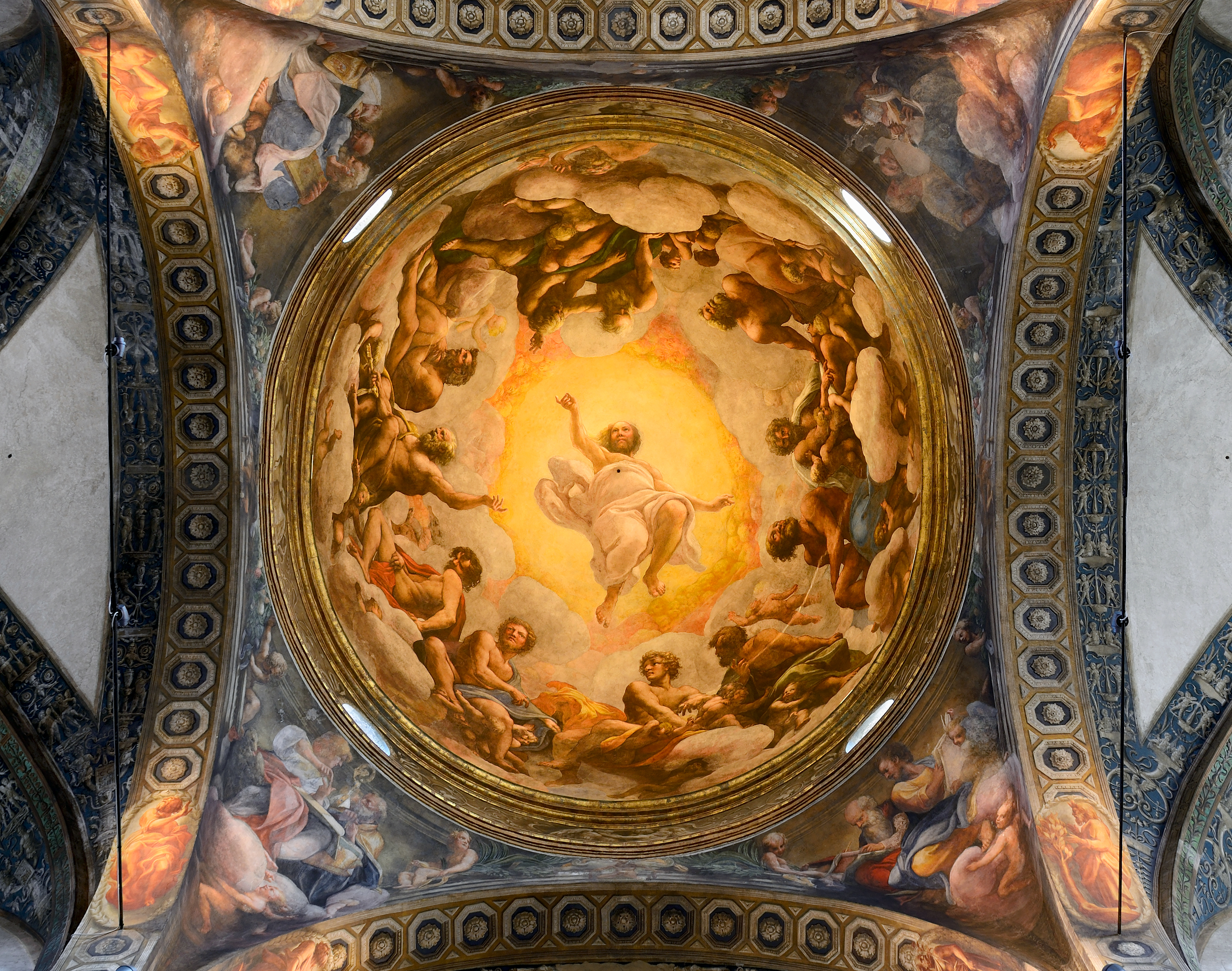
Affreschi del Correggio nella cupola di San Giovanni Evangelista a Parma (1520-1521)
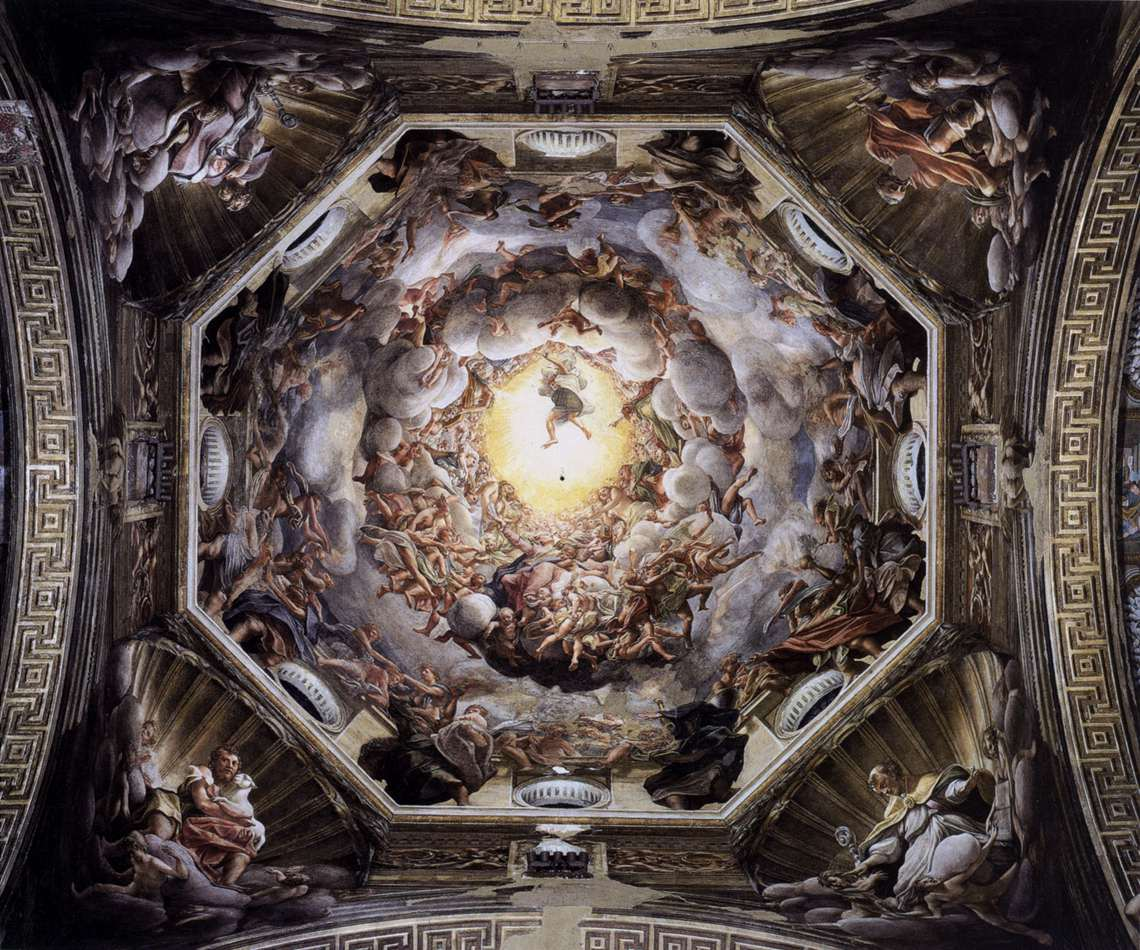
Affreschi del Correggio nella cupola del duomo di Parma (1526-1530)

Le cupole romane
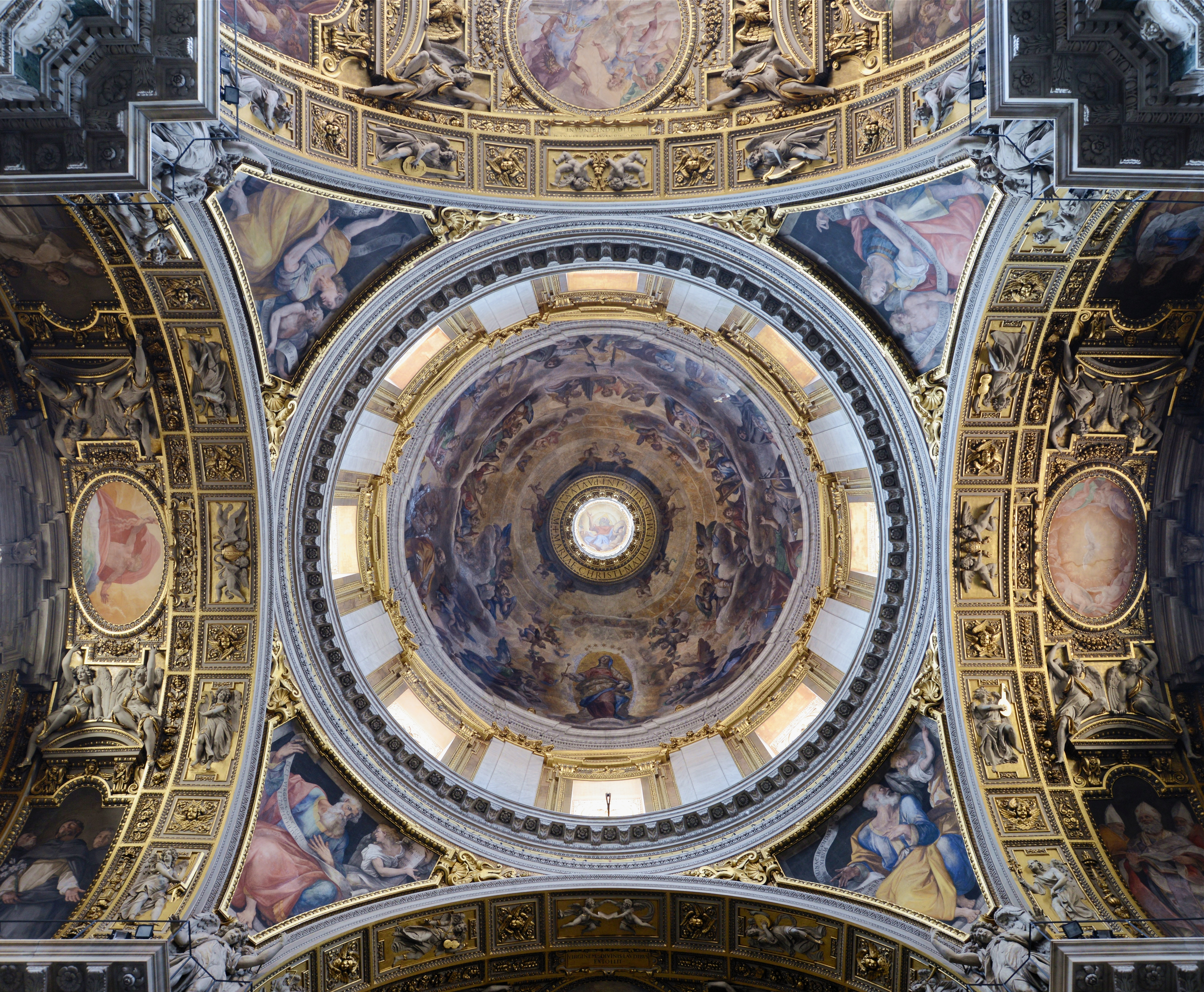
Affreschi del Cigoli nella cupola della cappella Paolina in Santa Maria Maggiore a Roma (1610-1613)
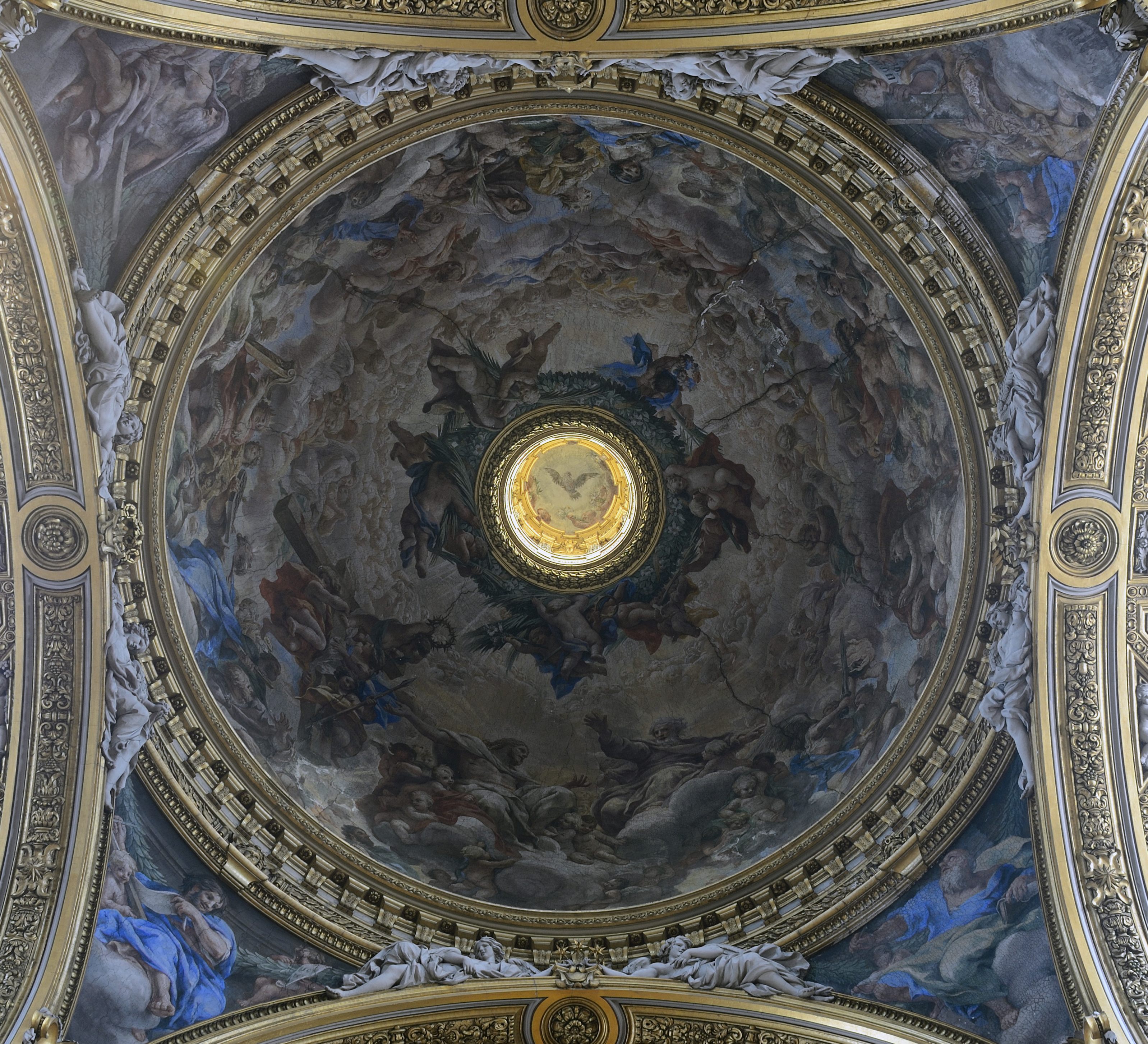
Affreschi di Pietro da Cortona nella cupola di Santa Maria in Vallicella a Roma (1647)
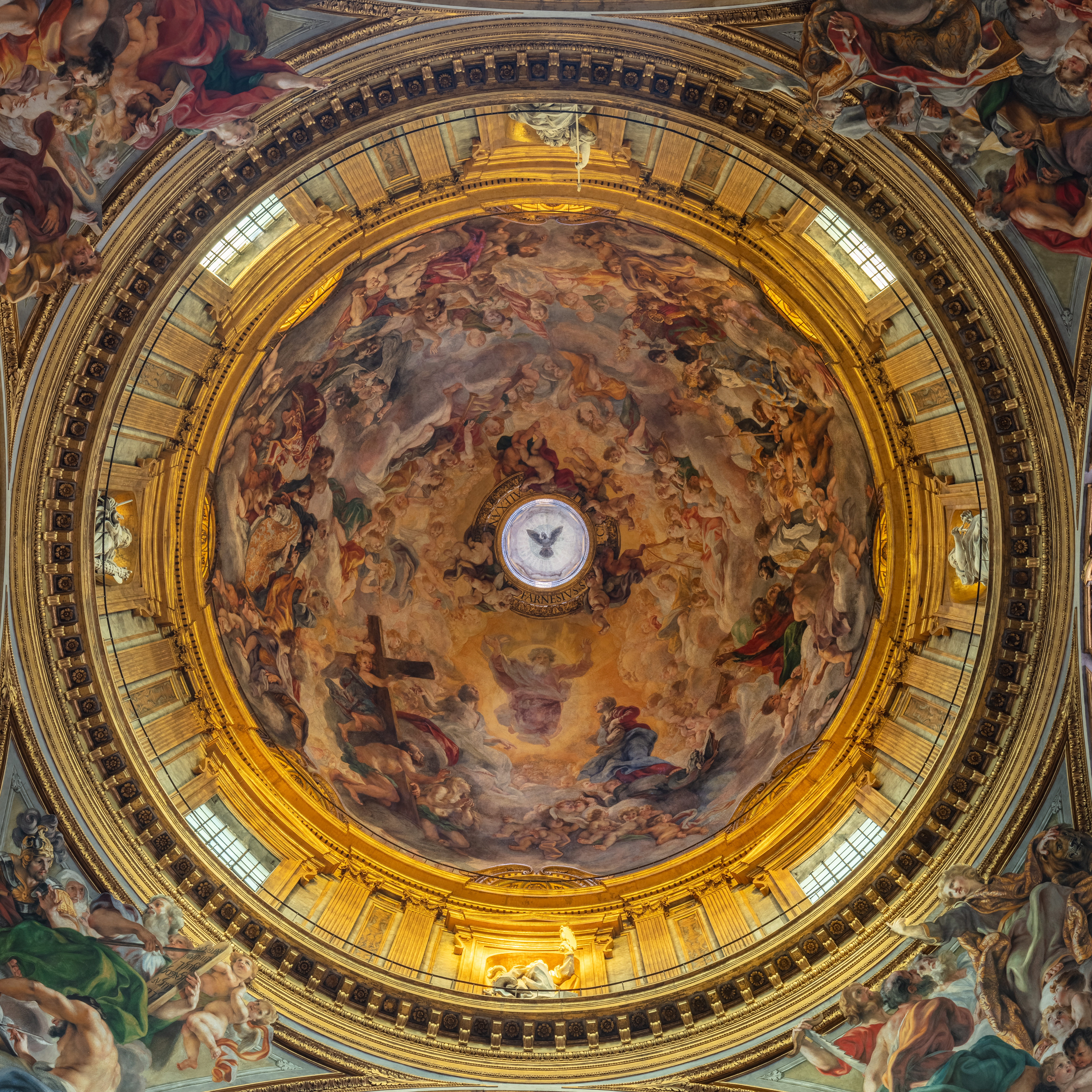
Affreschi del Baciccio nella cupola del Gesù a Roma (1674-1679)

Le cupole napoletane
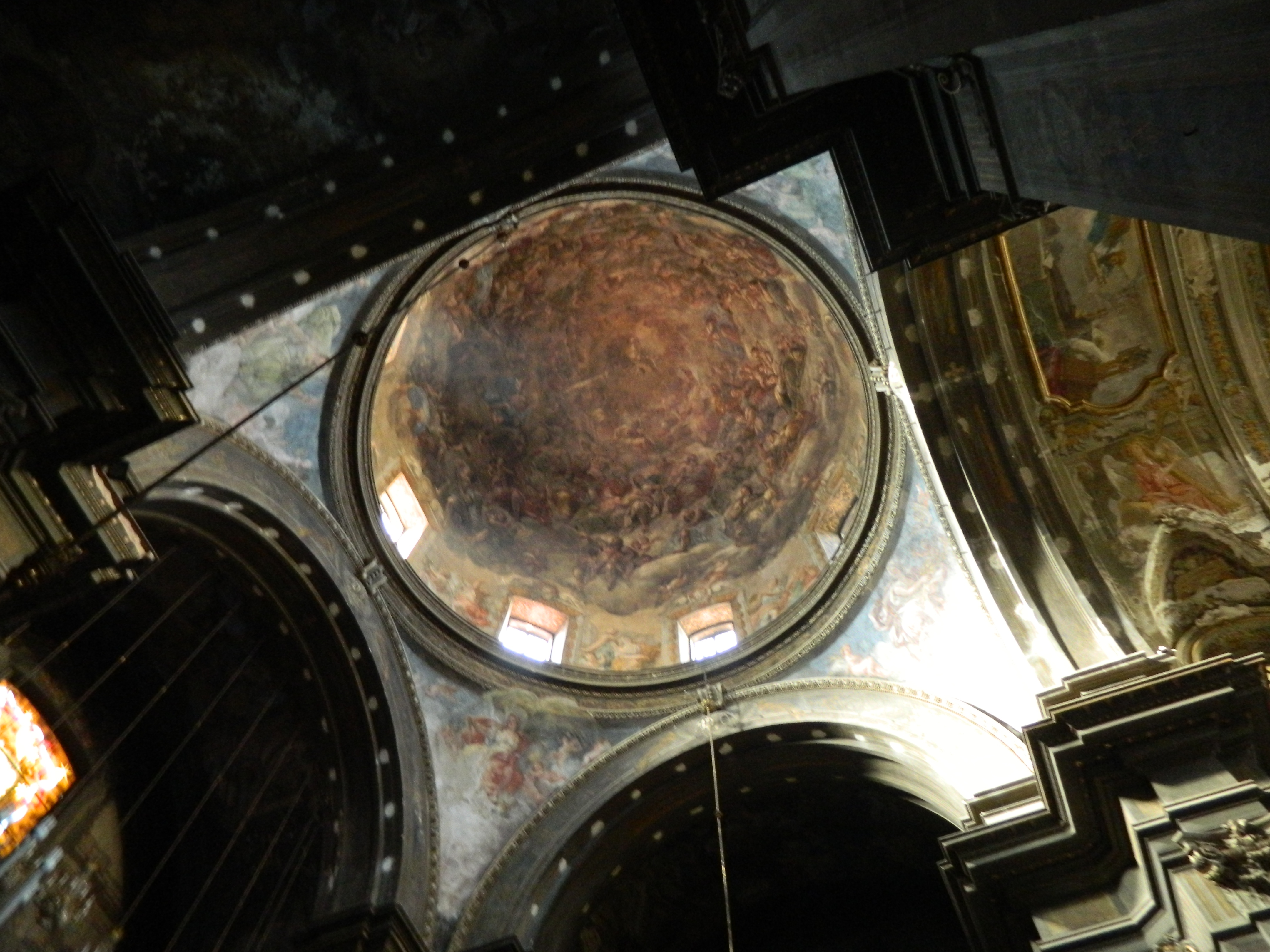
Affreschi di Luca Giordano nella cupola di Santa Brigida a Napoli (1678)
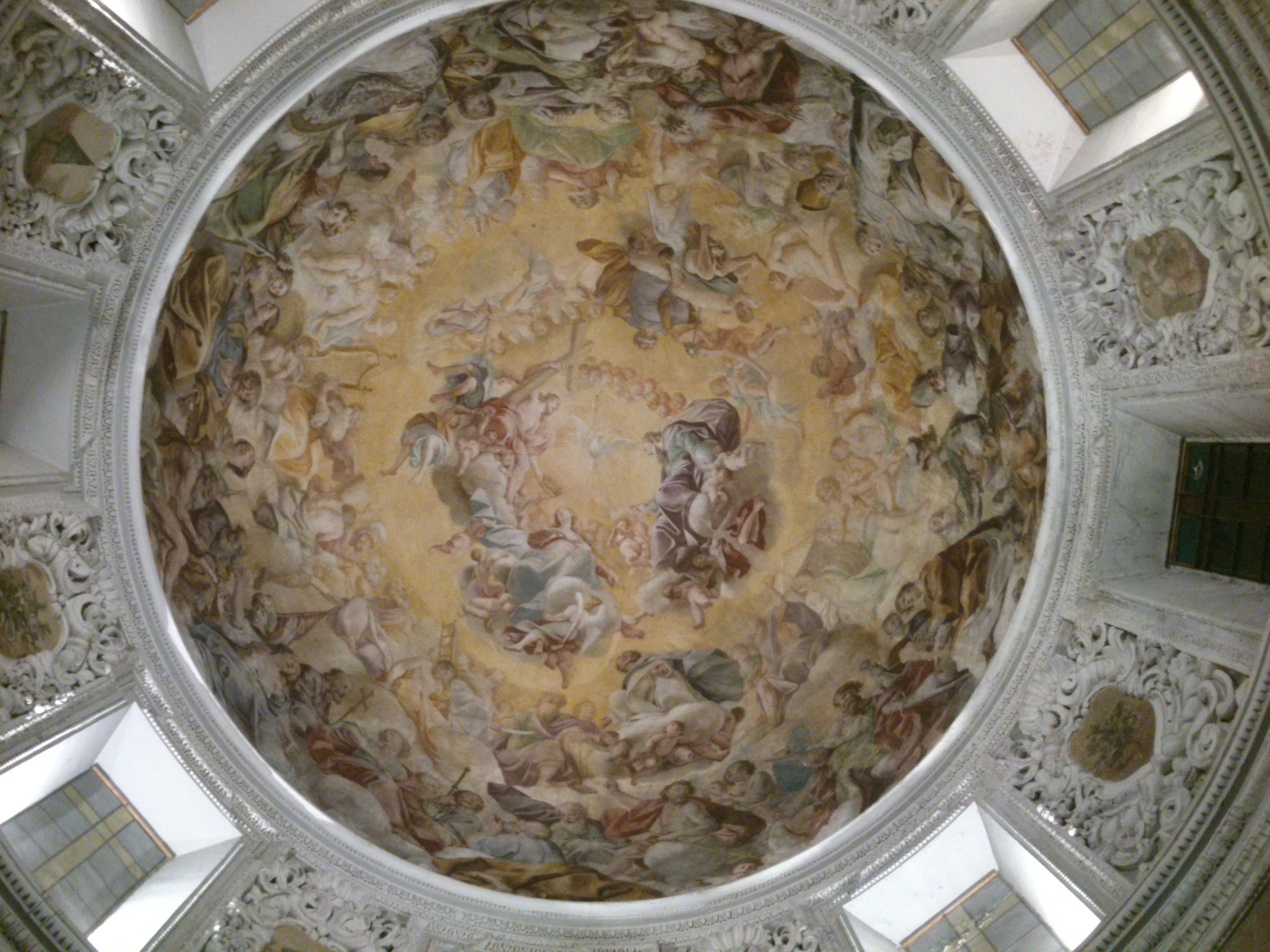
Affreschi di Angelo e Francesco Solimena nella cupola del duomo di Nocera Inferiore (1678-1680)
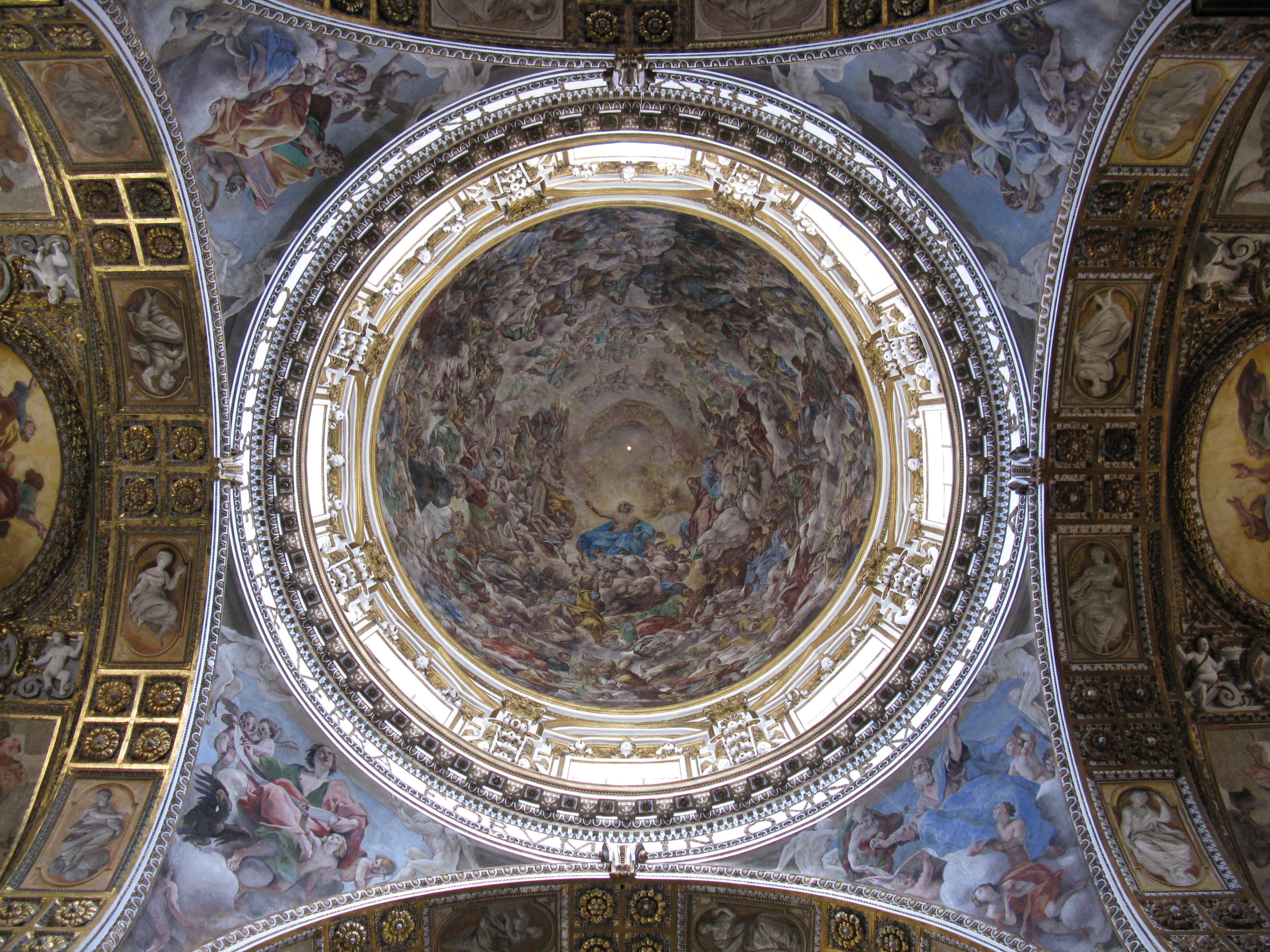
Affreschi di Giovanni Battista Beinaschi nella cupola dei Santi Apostoli a Napoli (1680)
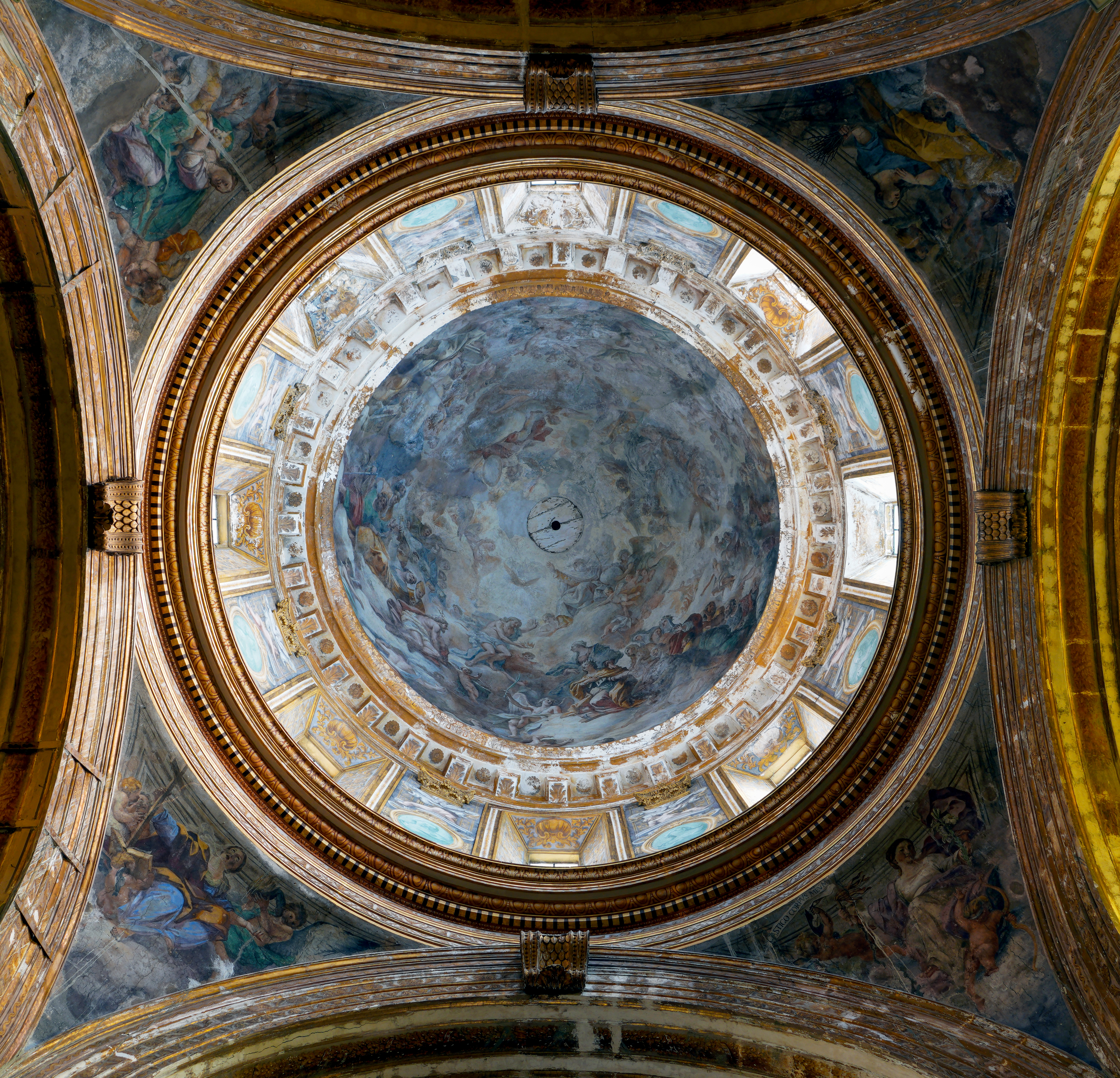
Affreschi di Paolo De Matteis nella cupola di Santa Caterina a Formiello a Napoli (1712)